# Франція на літніх Олімпійських іграх 2016
Франція на літніх Олімпійських іграх 2016 була представлена 402 спортсменами в 27 видах спорту.

## Нагороди
| Медаль | Спортсмен | Вид спорту                      | Дисципліна                                       | Дата      |
| ------ | --- | ------------------------------- | ------------------------------------------------ | --------- |
| Золото | Деніс Гарго Шаню | Веслування на байдарках і каное | слалом, каное-одиночки (чоловіки)                | 9 серпня  |
| Золото | Карім Лагуа Матьє Лемуан Астьє Нікола Тібо Валлетт | Кінний спорт                    | командне триборство                              | 9 серпня  |
| Золото | Жеремі Азу П'єр Уен | Академічне веслування           | парні двійки, легка вага (чоловіки)              | 12 серпня |
| Золото | Емілі Андеоль | Дзюдо                           | понад 78 кг (жінки)                              | 12 серпня |
| Золото | Тедді Рінер | Дзюдо                           | понад 100 кг (чоловіки)                          | 12 серпня |
| Золото | Готьє Грум'є Яннік Борель Даніель Жеран Жан-Мішель Люсене | Фехтування                      | командна шпага (чоловіки)                        | 14 серпня |
| Золото | Шарлін Пікон | Вітрильний спорт                | RS:X (жінки)                                     | 14 серпня |
| Золото | Філіпп Розьє Кевін Стаут Роже-Ів Бост Пенелопа Лепревос | Кінний спорт                    | командний конкур                                 | 17 серпня |
| Золото | Естель Мосселі | Бокс                            | до 60 кг (жінки)                                 | 19 серпня |
| Золото | Тоні Йока | Бокс                            | понад 91 кг (чоловіки)                           | 21 серпня |
| Срібло | Мехді Метелла Фаб'ян Жіло Флоран Маноду Жеремі Страв'юс Вільям Мейнар* Клеман Міньйон* | Плавання                        | естафета 4x100 м вільним стилем (чоловіки)       | 7 серпня  |
| Срібло | Астьє Нікола | Кінний спорт                    | індивідуальне триборство                         | 9 серпня  |
| Срібло | Кларісс Агбеньєну | Дзюдо                           | до 63 кг (жінки)                                 | 9 серпня  |
| Срібло | Одрі Тшемео | Дзюдо                           | до 78 кг (жінки)                                 | 11 серпня |
| Срібло | Жан-Шарль Валладон | Стрільба з лука                 | індивідуальна першість (чоловіки)                | 12 серпня |
| Срібло | Енцо Лефор Жеремі Кадо Ерван Ле Пешу Жан-Поль Тоні Елісе | Фехтування                      | командна рапіра (чоловіки)                       | 12 серпня |
| Срібло | Флоран Маноду | Плавання                        | 50 м вільним стилем (чоловіки)                   | 12 серпня |
| Срібло | Жан Кікампуа | Стрільба                        | швидкісний пістолет, 25 метрів (чоловіки)        | 13 серпня |
| Срібло | Рено Лавіллені | Легка атлетика                  | стрибки з жердиною (чоловіки)                    | 15 серпня |
| Срібло | Меліна Робер-Мішон | Легка атлетика                  | метання диска (жінки)                            | 16 серпня |
| Срібло | Софьян Уміа | Бокс                            | до 60 кг (чоловіки)                              | 16 серпня |
| Срібло | Кевін Маєр | Легка атлетика                  | десятиборство                                    | 18 серпня |
| Срібло | Елоді Клувель | Сучасне п'ятиборство            | жінки                                            | 19 серпня |
| Срібло | Абі Ніар | Тхеквондо                       | до 67 кг (жінки)                                 | 19 серпня |
| Срібло | Максим Бомон | Веслування на байдарках і каное | байдарки-одиночки, 200 м (чоловіки)              | 20 серпня |
| Срібло | Сара Урамуне | Бокс                            | до 51 кг (жінки)                                 | 20 серпня |
| Срібло | Жіноча збірна Франції з гандболу Каміль Айглон Олександра Лакрабер Клое Бульйо Лоріса Ландр Бландін Дансетт Амандін Лейно Сіраба Дембеле Гнонсьяне Ніомбла Беатріс Едвіж Естель Нзе Мінко Лора Глаузер Аллісон Піно Манон Уетт Грейс Зааді Тамара Горачек | Гандбол                         | жінки                                            | 20 серпня |
| Срібло | Збірна Франції з гандболу Олів'є Ньокас Тімоті Н'Гессан Даніель Нарсісс Люк Абало Венсан Жерар Седрік Сорендо Нікола Карабатич Мікаель Гігу Кентен Мае Нікола Карабатич Матьє Гребілль Людовік Фабрегас Тьєррі Омеєр Адрієн Діпанда Валантен Порт         | Гандбол                         | чоловіки                                         | 21 серпня |
| Бронза | Готьє Грум'є | Фехтування                      | індивідуальна шпага (чоловіки)                   | 9 серпня  |
| Бронза | Готьє Клосс Матьє Пеше | Веслування на байдарках і каное | слалом, каное-двійки (чоловіки)                  | 11 серпня |
| Бронза | Грегорі Боже Мікаель Д'Алмейда Франсуа Первіс | Велоспорт                       | командний спринт (чоловіки)                      | 11 серпня |
| Бронза | Сіріль Маре | Дзюдо                           | до 100 кг (чоловіки)                             | 11 серпня |
| Бронза | Тома Барух Тібо Колар Гійом Рено Франк Сольфоросі | Академічне веслування           | четвірки, легка вага (чоловіки)                  | 11 серпня |
| Бронза | П'єр ле Кок | Вітрильний спорт                | RS:X (чоловіки)                                  | 14 серпня |
| Бронза | Алексіс Рейно | Стрільба                        | гвинтівка з трьох положень, 50 метрів (чоловіки) | 14 серпня |
| Бронза | Сулейман Сіссоко | Бокс                            | до 69 кг (чоловіки)                              | 15 серпня |
| Бронза | Дімітрі Баску | Легка атлетика                  | біг на 110 м з бар'єрами (чоловіки)              | 16 серпня |
| Бронза | Матьє Бодерлік | Бокс                            | до 81 кг (чоловіки)                              | 16 серпня |
| Бронза | Марк-Антуан Олів'є | Плавання                        | марафон 10 км (чоловіки)                         | 16 серпня |
| Бронза | Маєдін Мекіссі-Бенаббад | Легка атлетика                  | біг на 3000 м з перешкодами (чоловіки)           | 17 серпня |
| Бронза | Каміль Леконтр Елен Дефранс | Вітрильний спорт                | 470 (жінки)                                      | 18 серпня |
| Бронза | Крістоф Леметр | Легка атлетика                  | біг на 200 м (чоловіки)                          | 18 серпня |

## Спортсмени
| Дисципліна                      | Чоловіки | Жінки | Разом |
| ------------------------------- | -------- | ----- | ----- |
| Стрільба з лука                 | 3        | 0     | 3     |
| Легка атлетика                  | 32       | 26    | 58    |
| Бадмінтон                       | 1        | 1     | 2     |
| Баскетбол                       | 12       | 12    | 24    |
| Бокс                            | 9        | 2     | 11    |
| Веслування на байдарках і каное | 11       | 6     | 17    |
| Велоспорт                       | 17       | 7     | 24    |
| Стрибки у воду                  | 2        | 1     | 3     |
| Кінний спорт                    | 9        | 3     | 12    |
| Фехтування                      | 7        | 8     | 15    |
| Футбол                          | 0        | 18    | 18    |
| Гольф                           | 2        | 2     | 4     |
| Гімнастика                      | 6        | 7     | 13    |
| Гандбол                         | 14       | 14    | 28    |
| Дзюдо                           | 7        | 7     | 14    |
| Сучасне п'ятиборство            | 2        | 1     | 3     |
| Академічне веслування           | 14       | 4     | 18    |
| Регбі-7                         | 12       | 12    | 24    |
| Вітрильний спорт                | 8        | 7     | 15    |
| Стрільба                        | 7        | 4     | 11    |
| Плавання                        | 17       | 13    | 30    |
| Синхронне плавання              | 0        | 2     | 2     |
| Настільний теніс                | 3        | 2     | 5     |
| Тхеквондо                       | 1        | 3     | 4     |
| Теніс                           | 4        | 3     | 7     |
| Тріатлон                        | 3        | 2     | 5     |
| Волейбол                        | 12       | 0     | 12    |
| Водне поло                      | 13       | 0     | 13    |
| Важка атлетика                  | 4        | 1     | 5     |
| Боротьба                        | 1        | 1     | 2     |
| Разом                           | 236      | 166   | 402   |

## Стрільба з лука
| Спортсмен                                    | Дисципліна                        | Попередній раунд | Попередній раунд | 1/32 фіналу             | 1/16 фіналу        | 1/8 фіналу           | Чвертьфінали          | Півфінали                | Фінал / БМ         | Фінал / БМ      |
| Спортсмен                                    | Дисципліна                        | Результат        | Сіяний           | Суперник Результат      | Суперник Результат | Суперник Результат   | Суперник Результат    | Суперник Результат       | Суперник Результат | Місце           |
| -------------------------------------------- | --------------------------------- | ---------------- | ---------------- | ----------------------- | ------------------ | -------------------- | --------------------- | ------------------------ | ------------------ | --------------- |
| Лукас Даніель                                | індивідуальна першість (чоловіки) | 666              | 21               | Альваріньйо (ESP) L 0–6 | Завершив виступ    | Завершив виступ      | Завершив виступ       | Завершив виступ          | Завершив виступ    | Завершив виступ |
| П'єр Плійон                                  | індивідуальна першість (чоловіки) | 657              | 36               | Газоз (TUR) L 5–6       | Завершив виступ    | Завершив виступ      | Завершив виступ       | Завершив виступ          | Завершив виступ    | Завершив виступ |
| Жан-Шарль Валладон                           | індивідуальна першість (чоловіки) | 680              | 8                | Куассі (CIV) W 6–4      | Рубан (UKR) W 6–0  | Тхамвонг (THA) W 6–0 | Несполі (ITA) W 6–5   | van den Berg (NED) W 7–3 | Ku B-c (KOR) L 3–7 | 2               |
| Лукас Даніель П'єр Плійон Жан-Шарль Валладон | командна першість (чоловіки)      | 2003             | 5                | Н/Д                     | Н/Д                | Малайзія (MAS) W 6–2 | Австралія (AUS) L 3–5 | Завершив виступ          | Завершив виступ    | Завершив виступ |

## Легка атлетика
Легенда
- Note – для трекових дисциплін місце вказане лише для забігу, в якому взяв участь спортсмен
- Q = пройшов у наступне коло напряму
- q = пройшов у наступне коло за добором (для трекових дисциплін - найшвидші часи серед тих, хто не пройшов напряму; для технічних дисциплін - увійшов до визначеної кількості фіналістів за місцем якщо напряму пройшло менше спортсменів, ніж визначена кількість)
- NR = Національний рекорд
- N/A = Коло відсутнє у цій дисципліні
- Bye = спортсменові не потрібно змагатися у цьому колі

Трекові і шосейні дисципліни
Чоловіки
| Спортсмен                                                                                  | Дисципліна           | Попередній забіг | Попередній забіг | Чвертьфінал | Чвертьфінал | Півфінал        | Півфінал        | Фінал           | Фінал           |
| Спортсмен                                                                                  | Дисципліна           | Результат        | Місце            | Результат   | Місце       | Результат       | Місце           | Результат       | Місце           |
| ------------------------------------------------------------------------------------------ | -------------------- | ---------------- | ---------------- | ----------- | ----------- | --------------- | --------------- | --------------- | --------------- |
| Дімітрі Баску                                                                              | 110 м з бар'єрами    | 13.31            | 1 Q              | Н/Д         | Н/Д         | 13.23           | 1 Q             | 13.24           | 3               |
| Вієм Белосян                                                                               | 110 м з бар'єрами    | DSQ              | DSQ              | Н/Д         | Н/Д         | Завершив виступ | Завершив виступ | Завершив виступ | Завершив виступ |
| П'єр-Амбруаз Бос                                                                           | 800 м                | 1:48.12          | 1 Q              | Н/Д         | Н/Д         | 1:43.85         | 1 Q             | 1:43.41         | 4               |
| Кевін Кампіон                                                                              | ходьба на 20 км      | Н/Д              | Н/Д              | Н/Д         | Н/Д         | Н/Д             | Н/Д             | 1:26:22         | 49              |
| Флоріан Карвальо                                                                           | 1500 м               | 3:41.87          | 10               | Н/Д         | Н/Д         | Завершив виступ | Завершив виступ | Завершив виступ | Завершив виступ |
| Йоанн Діні                                                                                 | ходьба на 50 км      | Н/Д              | Н/Д              | Н/Д         | Н/Д         | Н/Д             | Н/Д             | 3:46:43         | 8               |
| Йоан Коваль                                                                                | 3000 м з перешкодами | 8:23.49          | 5 q              | Н/Д         | Н/Д         | Н/Д             | Н/Д             | 8:16.75         | 5               |
| Крістоф Леметр                                                                             | 100 м                | Bye              | Bye              | 10.16       | 3 q         | 10.07           | 3               | Завершив виступ | Завершив виступ |
| Крістоф Леметр                                                                             | 200 м                | 20.28            | 2 Q              | Н/Д         | Н/Д         | 20.01           | 2 Q             | 20.12           | 3               |
| Паскаль Мартіно-Лагард                                                                     | 110 м з бар'єрами    | 13.36            | 2 Q              | Н/Д         | Н/Д         | 13.25           | 2 Q             | 13.29           | 4               |
| Маєдін Мекіссі-Бенаббад                                                                    | 3000 м з перешкодами | 8:26.32          | 3 Q              | Н/Д         | Н/Д         | Н/Д             | Н/Д             | 8:11.52         | 3               |
| Джиммі Віко                                                                                | 100 м                | Bye              | Bye              | 10.19       | 4 q         | 9.95            | 1 Q             | 10.04           | 7               |
| Guy-Elphège Anouman Стюарт Дютамбі Крістоф Леметр Марвін Рене Джиммі Віко Мішель-Меба Зезе | 4×100 м              | 38.35            | 5                | Н/Д         | Н/Д         | Н/Д             | Н/Д             | Завершив виступ | Завершив виступ |
| Мам-Ібра Анн Тедді Атін-Венель Mamadou Kasse Hann Мамуду Еліман Анн Тома Жордьє Людві Ваян | 4×400 м              | 3:00.82          | 6                | Н/Д         | Н/Д         | Н/Д             | Н/Д             | Завершив виступ | Завершив виступ |

Жінки
| Спортсменка                                                                              | Дисципліна        | Попередній забіг | Попередній забіг | Півфінал         | Півфінал         | Фінал            | Фінал            |
| Спортсменка                                                                              | Дисципліна        | Результат        | Місце            | Результат        | Місце            | Результат        | Місце            |
| ---------------------------------------------------------------------------------------- | ----------------- | ---------------- | ---------------- | ---------------- | ---------------- | ---------------- | ---------------- |
| Фара Анашарсіс                                                                           | 400 м з бар'єрами | 56.64            | 5                | Завершила виступ | Завершила виступ | Завершила виступ | Завершила виступ |
| Сінді Бійо                                                                               | 100 м з бар'єрами | 12.98            | 5 q              | 13.03            | 6                | Завершила виступ | Завершила виступ |
| Крістель Доне                                                                            | Марафон           | Н/Д              | Н/Д              | Н/Д              | Н/Д              | DNF              | DNF              |
| Жюстін Федронік                                                                          | 800 м             | 2:02.73          | 5                | Завершила виступ | Завершила виступ | Завершила виступ | Завершила виступ |
| Сандра Гоміс                                                                             | 100 м з бар'єрами | 13.04            | 3 Q              | 13.23            | 7                | Завершила виступ | Завершила виступ |
| Флорія Гюе                                                                               | 400 м             | 51.29            | 3 q              | 51.08            | 4                | Завершила виступ | Завершила виступ |
| Ренель Ламот                                                                             | 800 м             | 2:02.19          | 5                | Завершила виступ | Завершила виступ | Завершила виступ | Завершила виступ |
| Émilie Menuet                                                                            | ходьба на 20 км   | Н/Д              | Н/Д              | Н/Д              | Н/Д              | 1:32:04          | 13               |
| Стелла Акакпо Селін Дістель-Бонне Флоріан Гнафуа Дженніфер Гале Марусся Паре Каролль Заї | 4×100 м           | 43.07            | 4                | Н/Д              | Н/Д              | Завершила виступ | Завершила виступ |
| Фара Анашарсіс Elea Mariama Diarra Флорія Гюе Марі Гайо Бріжіт Нтіамоа Аньєс Раалораї    | 4×400 м           | 3:26.18          | 5                | Н/Д              | Н/Д              | Завершила виступ | Завершила виступ |

Технічні дисципліни
| Спортсмен         | Дисципліна         | Кваліфікація       | Кваліфікація | Фінал              | Фінал           |
| Спортсмен         | Дисципліна         | Результат у метрах | Місце        | Результат у метрах | Місце           |
| ----------------- | ------------------ | ------------------ | ------------ | ------------------ | --------------- |
| Бенжамін Компаоре | потрійний стрибок  | 16.72              | 9 Q          | 16.54              | 10              |
| Харольд Корреа    | потрійний стрибок  | 16.60              | 13           | Завершив виступ    | Завершив виступ |
| Кафетьєн Гоміс    | стрибки в довжину  | 7.89               | 11 q         | 8.05               | 8               |
| Стенлі Жозеф      | стрибки з жердиною | 5.45               | 16           | Завершив виступ    | Завершив виступ |
| Рено Лавіллені    | стрибки з жердиною | 5.70               | 4 Q          | 5.98               | 2               |
| Кевін Менальдо    | стрибки з жердиною | 5.45               | 16           | Завершив виступ    | Завершив виступ |

Жінки
| Спортсменка         | Дисципліна         | Кваліфікація       | Кваліфікація | Фінал              | Фінал            |
| Спортсменка         | Дисципліна         | Результат у метрах | Місце        | Результат у метрах | Місце            |
| ------------------- | ------------------ | ------------------ | ------------ | ------------------ | ---------------- |
| Матільда Андро      | метання списа      | 56.61              | 24           | Завершила виступ   | Завершила виступ |
| Жанін Ассані Іссуф  | потрійний стрибок  | 13.97              | 19           | Завершила виступ   | Завершила виступ |
| Ванесса Бослак      | стрибки з жердиною | 4.30               | 28           | Завершила виступ   | Завершила виступ |
| Полін Пусс          | метання диска      | 58.98              | 13           | Завершила виступ   | Завершила виступ |
| Меліна Робер-Мішон  | метання диска      | 62.59              | 7 Q          | 66.73 NR           | 2                |
| Александра Таверньє | метання молота     | 70.30              | 12 q         | 65.18              | 11               |

Комбіновані дисципліни – десятиборство (чоловіки)
| Спортсмен     | Дисципліна | 100 м | СД   | ШЯ    | СВ   | 400 м | 110Б  | МД    | СЖ   | МС    | 1500 м  | Final   | Місце |
| ------------- | ---------- | ----- | ---- | ----- | ---- | ----- | ----- | ----- | ---- | ----- | ------- | ------- | ----- |
| Бастьєн Озель | Результат  | 11.17 | 7.07 | 15.41 | 1.98 | 49.34 | 14.82 | 42.23 | 5.10 | 61.91 | 4:40.50 | 8064    | 13    |
| Бастьєн Озель | Очки       | 823   | 830  | 815   | 785  | 845   | 871   | 710   | 941  | 767   | 677     | 8064    | 13    |
| Кевін Маєр    | Результат  | 10.81 | 7.60 | 15.76 | 2.04 | 48.28 | 14.02 | 46.78 | 5.40 | 65.04 | 4:25.49 | 8834 NR | 2     |
| Кевін Маєр    | Очки       | 903   | 960  | 836   | 840  | 896   | 972   | 804   | 1035 | 814   | 774     | 8834 NR | 2     |

Комбіновані дисципліни – семиборство (жінки)
| Спортсмен                 | Дисципліна | 100Б  | СВ   | ШЯ    | 200 m | СД   | МС    | 800 m   | Final | Місце |
| ------------------------- | ---------- | ----- | ---- | ----- | ----- | ---- | ----- | ------- | ----- | ----- |
| Антуанетта Нана Джиму Ida | Результат  | 13.37 | 1.77 | 14.88 | 25.07 | 6.43 | 48.76 | 2:20.36 | 6383  | 11    |
| Антуанетта Нана Джиму Ida | Очки       | 1069  | 941  | 853   | 880   | 985  | 836   | 819     | 6383  | 11    |

## Бадмінтон
| Спортсмен      | Дисципліна                  | Груповий етап                   | Груповий етап                      | Груповий етап | Вибування          | Чвертьфінал        | Півфінал           | Фінал / БМ         | Фінал / БМ       |
| Спортсмен      | Дисципліна                  | Суперник Результат              | Суперник Результат                 | Місце         | Суперник Результат | Суперник Результат | Суперник Результат | Суперник Результат | Місце            |
| -------------- | --------------------------- | ------------------------------- | ---------------------------------- | ------------- | ------------------ | ------------------ | ------------------ | ------------------ | ---------------- |
| Бріс Левердес  | одиночний розряд (чоловіки) | Єргенсен (DEN) L (11–21, 18–21) | Муст (EST) W (21–18, 18–21, 21–12) | 2             | Завершив виступ    | Завершив виступ    | Завершив виступ    | Завершив виступ    | Завершив виступ  |
| Дельфін Лансак | одиночний розряд (жінки)    | Sung J-h (KOR) L (13–21, 14–21) | Liang Xy (SIN) L (7–21, 15–21)     | 3             | Завершила виступ   | Завершила виступ   | Завершила виступ   | Завершила виступ   | Завершила виступ |

## Баскетбол

### Чоловічий турнір
Склад команди
Нижче наведено склад збірної Франції в турнірі з баскетболу на літніх Олімпійських іграх 2016.
Груповий етап
| Команда   | І | В | П | З   | П   | РМ   | О  |
| --------- | - | - | - | --- | --- | ---- | -- |
| США       | 5 | 5 | 0 | 524 | 407 | +117 | 10 |
| Австралія | 5 | 4 | 1 | 444 | 368 | +76  | 9  |
| Франція   | 5 | 3 | 2 | 423 | 378 | +45  | 8  |
| Сербія    | 5 | 2 | 3 | 426 | 387 | +39  | 7  |
| Венесуела | 5 | 1 | 4 | 315 | 444 | -129 | 6  |
| КНР       | 5 | 0 | 5 | 318 | 466 | −148 | 5  |

| 6 серпня 2016 14:15 | Протокол | Австралія                                        | 87–66 | Франція                                           |  | Арена Каріока 1, Ріо-де-Жанейро Глядачів: 8719 |
| 6 серпня 2016 14:15 | Протокол | Рахунок за чвертями: 20–14, 16–19, 25–15, 26–16  |       |                                                   |  | Арена Каріока 1, Ріо-де-Жанейро Глядачів: 8719 |
| 6 серпня 2016 14:15 | Протокол | Очки: Міллс 21 Підб.: Бейнс 8 РП: Деллаведова 10 |       | Очки: Паркер 18 Підб.: Гобер 6 РП: Діао, Ертель 3 |  | Арена Каріока 1, Ріо-де-Жанейро Глядачів: 8719 |

| 8 серпня 2016 22:30 | Протокол | Франція                                        | 88–60 | КНР                                                     |  | Арена Каріока 1, Ріо-де-Жанейро Глядачів: 6360 |
| 8 серпня 2016 22:30 | Протокол | Рахунок за чвертями: 19-14, 23-9, 22-22, 24-15 |       |                                                         |  | Арена Каріока 1, Ріо-де-Жанейро Глядачів: 6360 |
| 8 серпня 2016 22:30 | Протокол | Очки: Де Коло 19 Підб.: Батум 10 РП: Паркер 8  |       | Очки: Ї Цзяньлянь 19 Підб.: Ї Цзяньлянь 6 РП: Дін, Го 4 |  | Арена Каріока 1, Ріо-де-Жанейро Глядачів: 6360 |

| 10 серпня 2016 14:15 | Протокол | Сербія                                           | 75–76 | Франція                                   |  | Арена Каріока 1, Ріо-де-Жанейро Глядачів: 6901 |
| 10 серпня 2016 14:15 | Протокол | Рахунок за чвертями: 17–26, 19–14, 24–17, 15–19  |       |                                           |  | Арена Каріока 1, Ріо-де-Жанейро Глядачів: 6901 |
| 10 серпня 2016 14:15 | Протокол | Очки: Радульйца 16 Підб.: Йокич 7 РП: Теодосич 9 |       | Очки: Де Коло 22 Підб.: Діао 9 РП: Діао 9 |  | Арена Каріока 1, Ріо-де-Жанейро Глядачів: 6901 |

| 12 серпня 2016 22:30 | Протокол | Франція                                        | 96–56 | Венесуела                                   |  | Арена Каріока 1, Ріо-де-Жанейро Глядачів: 7312 |
| 12 серпня 2016 22:30 | Протокол | Рахунок за чвертями: 23–18, 19–12, 24–17, 30–9 |       |                                             |  | Арена Каріока 1, Ріо-де-Жанейро Глядачів: 7312 |
| 12 серпня 2016 22:30 | Протокол | Очки: Ловернь 17 Підб.: Кахуді 12 РП: Ертель 8 |       | Очки: Еченіке 12 Підб.: Варгас 7 РП: Кокс 4 |  | Арена Каріока 1, Ріо-де-Жанейро Глядачів: 7312 |

| 14 серпня 2016 14:15 | Протокол | США                                             | 100–97 | Франція                                               |  | Арена Каріока 1, Ріо-де-Жанейро Глядачів: 11302 |
| 14 серпня 2016 14:15 | Протокол | Рахунок за чвертями: 30–24, 25–22, 26–23, 19–28 |        |                                                       |  | Арена Каріока 1, Ріо-де-Жанейро Глядачів: 11302 |
| 14 серпня 2016 14:15 | Протокол | Очки: Томпсон 30 Підб.: Дюрант 16 РП: Ірвінг 10 |        | Очки: Де Коло, Ертель 18 Підб.: Ертель 8 РП: Ертель 9 |  | Арена Каріока 1, Ріо-де-Жанейро Глядачів: 11302 |

Чвертьфінал
| 17 серпня 2016 14:30 | Протокол | Іспанія                                         | 92–67 | Франція                                    |  | Молодіжна арена Глядачів: 9 725 |
| 17 серпня 2016 14:30 | Протокол | Рахунок за чвертями: 19–16, 24–14, 26–19, 23–18 |       |                                            |  | Молодіжна арена Глядачів: 9 725 |
| 17 серпня 2016 14:30 | Протокол | Очки: Міротич 23 Підб.: Газоль 8 РП: Наварро 5  |       | Очки: Паркер 14 Підб.: Гобер 12 РП: Діао 5 |  | Молодіжна арена Глядачів: 9 725 |

### Жіночий турнір
Склад команди
Нижче наведено склад збірної Франції в турнірі з баскетболу на літніх Олімпійських іграх 2016.
Груповий етап
| Команда   | І | В | П | З   | П   | РМ  | О  |
| --------- | - | - | - | --- | --- | --- | -- |
| Австралія | 5 | 5 | 0 | 400 | 345 | +55 | 10 |
| Франція   | 5 | 3 | 2 | 344 | 343 | +1  | 8  |
| Туреччина | 5 | 3 | 2 | 324 | 325 | -1  | 8  |
| Японія    | 5 | 3 | 2 | 386 | 378 | +8  | 8  |
| Білорусь  | 5 | 1 | 4 | 347 | 361 | -14 | 6  |
| Бразилія  | 5 | 0 | 5 | 335 | 384 | -49 | 5  |

| 6 серпня 2016 12:00 | Протокол | Туреччина                                    | 39–55 | Франція                                           |  | Молодіжна арена Глядачів: 2042 |
| 6 серпня 2016 12:00 | Протокол | Рахунок за чвертями: 16–8, 3–14, 16–19, 4–14 |       |                                                   |  | Молодіжна арена Глядачів: 2042 |
| 6 серпня 2016 12:00 | Протокол | Очки: Їлмаз 16 Підб.: Їлмаз 6 РП: Вардарлі 5 |       | Очки: Мішель, Мієм 14 Підб.: Якубу 11 РП: Епупа 5 |  | Молодіжна арена Глядачів: 2042 |

| 7 серпня 2016 19:45 | Протокол | Франція                                         | 73–72 | Білорусь                                             |  | Молодіжна арена Глядачів: 2075 |
| 7 серпня 2016 19:45 | Протокол | Рахунок за чвертями: 14-22, 20-20, 18-11, 21-19 |       |                                                      |  | Молодіжна арена Глядачів: 2075 |
| 7 серпня 2016 19:45 | Протокол | Очки: Епупа 16 Підб.: Мішель 8 РП: Епупа 5      |       | Очки: Ліхтарович 16 Підб.: Левченко 13 РП: Гардінг 8 |  | Молодіжна арена Глядачів: 2075 |

| 9 серпня 2016 12:15 | Протокол | Австралія                                       | 89–71 | Франція                                     |  | Молодіжна арена Глядачів: 1481 |
| 9 серпня 2016 12:15 | Протокол | Рахунок за чвертями: 21–19, 25–10, 23–21, 20–21 |       |                                             |  | Молодіжна арена Глядачів: 1481 |
| 9 серпня 2016 12:15 | Протокол | Очки: Тейлор 31 Підб.: Кембідж 7 РП: Тейлор 9   |       | Очки: Епупа 15 Підб.: Епупа 7 РП: Будерра 4 |  | Молодіжна арена Глядачів: 1481 |

| 11 серпня 2016 15:30 | Протокол | Франція                                        | 74–64 | Бразилія                                               |  | Молодіжна арена Глядачів: 3128 |
| 11 серпня 2016 15:30 | Протокол | Рахунок за чвертями: 20–20, 15–9, 22–19, 17–16 |       |                                                        |  | Молодіжна арена Глядачів: 3128 |
| 11 серпня 2016 15:30 | Протокол | Очки: Скрела 18 Підб.: Груда 10 РП: Епупа 7    |       | Очки: Дантас 21 Підб.: дус Сантус 10 РП: 3 гравця по 5 |  | Молодіжна арена Глядачів: 3128 |

| 13 серпня 2016 17:45 | Протокол | Японія                                          | 79–71 | Франція                                          |  | Молодіжна арена Глядачів: 3351 |
| 13 серпня 2016 17:45 | Протокол | Рахунок за чвертями: 17–19, 23–13, 23–22, 16–17 |       |                                                  |  | Молодіжна арена Глядачів: 3351 |
| 13 серпня 2016 17:45 | Протокол | Очки: Йосіда 24 Підб.: Токашикі 7 РП: Йосіда 7  |       | Очки: Епупа, Якубу 14 Підб.: Груда 9 РП: Груда 4 |  | Молодіжна арена Глядачів: 3351 |

Чвертьфінал
| 16 серпня 2016 22:15 | Протокол | Франція                                         | 68–63 | Канада                                          |  | Молодіжна арена Глядачів: 7200 |
| 16 серпня 2016 22:15 | Протокол | Рахунок за чвертями: 16–25, 16–12, 18–13, 18–13 |       |                                                 |  | Молодіжна арена Глядачів: 7200 |
| 16 серпня 2016 22:15 | Протокол | Очки: Груда 14 Підб.: Груда 10 РП: Епупа 6      |       | Очки: Гоше 15 Підб.: 3 гравці по 5 РП: Тетхем 4 |  | Молодіжна арена Глядачів: 7200 |

Півфінал
| 18 серпня 2016 19:00 | Протокол | Франція                                        | 67–86 | США                                         |  | Молодіжна арена Глядачів: 8 431 |
| 18 серпня 2016 19:00 | Протокол | Рахунок за чвертями: 15–19, 21–21, 8–25, 23–21 |       |                                             |  | Молодіжна арена Глядачів: 8 431 |
| 18 серпня 2016 19:00 | Протокол | Очки: Якубу 14 Підб.: Груда 6 РП: Мішель 3     |       | Очки: Торасі 18 Підб.: Фоулз 9 РП: Торасі 4 |  | Молодіжна арена Глядачів: 8 431 |

Матч за бронзову медаль
| 20 серпня 2016 11:30 | Протокол | Франція                                        | 63–70 | Сербія                                               |  | Молодіжна арена Глядачів: 9039 |
| 20 серпня 2016 11:30 | Протокол | Рахунок за чвертями: 10–18, 17–9, 15–28, 21–15 |       |                                                      |  | Молодіжна арена Глядачів: 9039 |
| 20 серпня 2016 11:30 | Протокол | Очки: Мієм 18 Підб.: Якубу 10 РП: Епупа 4      |       | Очки: Милованович 18 Підб.: Пейдж 8 РП: А. Дабович 5 |  | Молодіжна арена Глядачів: 9039 |

## Бокс
Чоловіки
| Спортсмен              | Категорія   | 1/16 фіналу            | 1/8 фіналу            | Чвертьфінали        | Півфінали              | Фінал                 | Фінал           |
| Спортсмен              | Категорія   | Суперник Результат     | Суперник Результат    | Суперник Результат  | Суперник Результат     | Суперник Результат    | Місце           |
| ---------------------- | ----------- | ---------------------- | --------------------- | ------------------- | ---------------------- | --------------------- | --------------- |
| Елі Конкі              | до 52 кг    | Тоуба (GER) W 3–0      | Алоян (RUS) L 0–3     | Завершив виступ     | Завершив виступ        | Завершив виступ       | Завершив виступ |
| Соф'ян Уміа            | до 60 кг    | Лопес (HON) W 3–0      | Руенроенг (THA) W TKO | Селімов (AZE) W 3–0 | Отгондалай (MGL) W 3–0 | Conceição (BRA) L 0–3 | 2               |
| Хассан Амзіле          | до 64 кг    | Junias (NAM) W 3–0     | Сотомайор (AZE) L 1–2 | Завершив виступ     | Завершив виступ        | Завершив виступ       | Завершив виступ |
| Сулейман Сіссоко       | до 69 кг    | Бачкаї (HUN) W 3–0     | Baghirov (AZE) W 3–0  | Аді (THA) W 3–0     | Єлеусінов (KAZ) L 0–3  | Завершив виступ       | 3               |
| Christian Mbilli Asomo | до 75 кг    | Митрофанов (UKR) W 3–0 | Дельгадо (ECU) W 2–1  | Лопес (CUB) L 0–3   | Завершив виступ        | Завершив виступ       | Завершив виступ |
| Матьє Бодерлік         | до 81 кг    | Bye                    | Carrillo (COL) W 3–0  | Mina (ECU) W TKO    | La Cruz (CUB) L 0–3    | Завершив виступ       | 3               |
| Поль Омба-Біонголо     | до 91 кг    | Н/Д                    | Абдуллаєв (AZE) L TKO | Завершив виступ     | Завершив виступ        | Завершив виступ       | Завершив виступ |
| Тоні Йока              | понад 91 кг | Bye                    | Лорент (ISV) W 3–0    | Ішаїш (JOR) W 3–0   | Хргович (CRO) W 2–1    | Джойс (GBR) W 2–1     | 1               |

Жінки
| Спортсменка    | Категорія | 1/8 фіналу             | Чвертьфінали            | Півфінали            | Фінал                | Фінал |
| Спортсменка    | Категорія | Суперниця Результат    | Суперниця Результат     | Суперниця Результат  | Суперниця Результат  | Місце |
| -------------- | --------- | ---------------------- | ----------------------- | -------------------- | -------------------- | ----- |
| Сара Урамуне   | до 51 кг  | Ез-Захрауї (MAR) W 3–0 | Шекербекова (KAZ) W 3–0 | Валенсія (COL) W 2–0 | Адамс (GBR) L 0–3    | 2     |
| Естель Мосселі | до 60 кг  | Bye                    | Теста (ITA) W 3–0       | Бєлякова (RUS) W TKO | Цзюньхуа (CHN) W 2–1 | 1     |

## Веслування на байдарках і каное

### Слалом
| Спортсмен              | Дисципліна   | Попередній раунд | Попередній раунд | Попередній раунд | Попередній раунд | Попередній раунд | Попередній раунд | Півфінал         | Півфінал         | Фінал            | Фінал            |
| Спортсмен              | Дисципліна   | Заплив 1         | Місце            | Заплив 2         | Місце            | Кращий           | Місце            | Час              | Місце            | Час              | Місце            |
| ---------------------- | ------------ | ---------------- | ---------------- | ---------------- | ---------------- | ---------------- | ---------------- | ---------------- | ---------------- | ---------------- | ---------------- |
| Деніс Гарго Шаню       | чоловіки К-1 | 102.03           | 11               | 93.48            | 2                | 93.48            | 2 Q              | 98.06            | 3 Q              | 94.17            | 1                |
| Готьє Клосс Матьє Пеше | чоловіки К-2 | 103.35           | 3                | 102.43           | 1                | 102.43           | 2 Q              | 110.19           | 5 Q              | 103.24           | 3                |
| Себастьєн Комбо        | чоловіки Б-1 | 89.13            | 5                | 88.94            | 5                | 88.94            | 9 Q              | 94.59            | 8 Q              | 92.55            | 8                |
| Марія-Зелія Лафон      | жінки Б-1    | 110.52           | 11               | 118.67           | 13               | 110.52           | 16               | Завершила виступ | Завершила виступ | Завершила виступ | Завершила виступ |

### Спринт
Чоловіки
| Спортсмен                                         | Дисципліна | Заїзди   | Заїзди | Півфінали | Півфінали | Фінал    | Фінал |
| Спортсмен                                         | Дисципліна | Час      | Місце  | Час       | Місце     | Час      | Місце |
| ------------------------------------------------- | ---------- | -------- | ------ | --------- | --------- | -------- | ----- |
| Thomas Simart                                     | К-1 200 м  | 40.415   | 1 Q    | 40.670    | 2 FA      | 40.180   | 8     |
| Адрієн Бар                                        | К-1 1000 м | 4:10.043 | 5 Q    | 4:08.593  | 5 FB      | 4:00.911 | 10    |
| Максим Бомон                                      | Б-1 200 м  | 34.322   | 1 Q    | 34.398    | 1 FA      | 35.362   | 2     |
| Cyrille Carré                                     | Б-1 1000 м | 3:36.322 | 3 Q    | 3:38.115  | 6 FB      | 3:36.606 | 13    |
| Максим Бомон Себастьєн Жув                        | Б-2 200 м  | 31.855   | 3 Q    | 32.526    | 2 FA      | 32.699   | 7     |
| Етьєнн Юбер Арно Ібуа                             | Б-2 1000 м | 3:25.654 | 4 Q    | 3:21.100  | 5 FB      | 3:19.415 | 10    |
| Cyrille Carré Етьєнн Юбер Арно Ібуа Себастьєн Жув | Б-4 1000 м | 3:02.376 | 5 Q    | 3:00.896  | 3 FA      | 3:07.488 | 7     |

Жінки
| Спортсменка                                     | Дисципліна | Заїзди  | Заїзди | Півфінали | Півфінали | Фінал    | Фінал |
| Спортсменка                                     | Дисципліна | Час     | Місце  | Час       | Місце     | Час      | Місце |
| ----------------------------------------------- | ---------- | ------- | ------ | --------- | --------- | -------- | ----- |
| Сара Гуйо                                       | Б-1 200 м  | 40.317  | 1 Q    | 40.516    | 2 FA      | 40.894   | 5     |
| Манон Остан Леа Жамело Амандін Лоте Sarah Troël | Б-4 500 м  | 1:37.03 | 6 Q    | 1:39.06   | 6 FB      | 1:41.069 | 12    |

Пояснення до кваліфікації: FA = Кваліфікувались до фіналу A (за медалі); FB = Кваліфікувались до фіналу B (не за медалі)

## Велоспорт

### Шосе
Чоловіки
| Спортсмен        | Дисципліна      | Час            | Місце          |
| ---------------- | --------------- | -------------- | -------------- |
| Жюліан Алафіліпп | Групова гонка   | 6:10:27        | 4              |
| Жюліан Алафіліпп | Роздільна гонка | 1:24:39.99     | 32             |
| Ромен Барде      | Групова гонка   | 6:16:17        | 24             |
| Варрен Баргіль   | Групова гонка   | Did not finish | Did not finish |
| Алексі Вієрмоз   | Групова гонка   | 6:16:17        | 23             |
| Алексі Вієрмоз   | Роздільна гонка | 1:20:43.87     | 29             |

Жінки
| Спортсменка        | Дисципліна      | Час      | Місце |
| ------------------ | --------------- | -------- | ----- |
| Одрі Кордон        | Групова гонка   | 4:01:04  | 37    |
| Одрі Кордон        | Роздільна гонка | 49:32.87 | 24    |
| Полін Ферран-Прево | Групова гонка   | 3:56:34  | 26    |

### Трек
Спринт
| Спортсмен      | Дисципліна        | Кваліфікація           | Кваліфікація | Раунд 1                         | Втішний поєдинок 1                         | Раунд 2                         | Втішний поєдинок 2               | Чвертьфінали                    | Півфінали                       | Фінал / БМ                                                       | Фінал / БМ       |
| Спортсмен      | Дисципліна        | Час Швидкість (км/год) | Місце        | Суперник Час Швидкість (км/год) | Суперник Час Швидкість (км/год)            | Суперник Час Швидкість (км/год) | Суперник Час Швидкість (км/год)  | Суперник Час Швидкість (км/год) | Суперник Час Швидкість (км/год) | Суперник Час Швидкість (км/год)                                  | Місце            |
| -------------- | ----------------- | ---------------------- | ------------ | ------------------------------- | ------------------------------------------ | ------------------------------- | -------------------------------- | ------------------------------- | ------------------------------- | ---------------------------------------------------------------- | ---------------- |
| Грегорі Боже   | спринт (чоловіки) | 9.807 73.416           | 6 Q          | Келемен (CZE) W 10.214 70.491   | Bye                                        | Хогланд (NED) W 10.103 71.265   | Bye                              | Дмітрієв (RUS) L, L             | Завершив виступ                 | поєдинок за 5-те місце Айлерс (GER) Сюй Ч (CHN) Констебл (AUS) L | 7                |
| Франсуа Первіс | спринт (чоловіки) | 9.898 72.741           | 11 Q         | Хогланд (NED) L                 | Puerta (COL) Сарнецький (POL) L            | Завершив виступ                 | Завершив виступ                  | Завершив виступ                 | Завершив виступ                 | Завершив виступ                                                  | Завершив виступ  |
| Сенді Клер     | спринт (жінки)    | 11.517 62.516          | 25           | Завершила виступ                | Завершила виступ                           | Завершила виступ                | Завершила виступ                 | Завершила виступ                | Завершила виступ                | Завершила виступ                                                 | Завершила виступ |
| Віржині Куефф  | спринт (жінки)    | 11.099 64.870          | 16 Q         | Лі Хв (HKG) L                   | Мортон (AUS) Gong Jj (CHN) W 11.496 62.630 | Джеймс (GBR) L                  | Krupeckaitė (LTU) Хансен (NZL) L | Завершив виступ                 | Завершив виступ                 | 9th place final Хансен (NZL) Мірс (AUS) Вельте (GER) L           | 12               |

Командна першість sprint
| Спортсмен                                     | Дисципліна                  | Кваліфікація           | Кваліфікація | Півфінали                       | Півфінали | Фінал                           | Фінал            |
| Спортсмен                                     | Дисципліна                  | Час Швидкість (км/год) | Місце        | Суперник Час Швидкість (км/год) | Місце     | Суперник Час Швидкість (км/год) | Місце            |
| --------------------------------------------- | --------------------------- | ---------------------- | ------------ | ------------------------------- | --------- | ------------------------------- | ---------------- |
| Грегорі Боже Мікаель Д'Алмейда Франсуа Первіс | командний спринт (чоловіки) | 43.185 62.521          | 4 Q          | Польща (POL) W 43.153 62.568    | 3 FB      | Австралія (AUS) W 43.143 62.582 | 3                |
| Сенді Клер Віржині Куефф                      | командний спринт (жінки)    | 33.625 53.531          | 6 Q          | Німеччина (GER) L 33.517 53.704 | 6         | Завершила виступ                | Завершила виступ |

Qualification legend: FA=Фінал за золоту медаль; FB=Фінал за бронзову медаль
Кейрін
| Спортсмен         | Дисципліна        | Перший раунд | Втішний поєдинок | Другий раунд     | Final            |
| Спортсмен         | Дисципліна        | Місце        | Місце            | Місце            | Місце            |
| ----------------- | ----------------- | ------------ | ---------------- | ---------------- | ---------------- |
| Мікаель Д'Алмейда | Кейрін (чоловіки) | 1 Q          | Bye              | 6                | 8                |
| Франсуа Первіс    | Кейрін (чоловіки) | 3 R          | 1 Q              | 5                | 11               |
| Сенді Клер        | кейрін (жінки)    | 6 R          | 3                | Завершила виступ | Завершила виступ |
| Віржині Куефф     | кейрін (жінки)    | DNF R        | 3                | Завершив виступ  | Завершив виступ  |

Омніум
| Спортсмен   | Дисципліна        | Скретч | Скретч | Індивідуальна гонка переслідування | Індивідуальна гонка переслідування | Індивідуальна гонка переслідування | Гонка на вибування | Гонка на вибування | Гіт з місця на 1 км | Гіт з місця на 1 км | Гіт з місця на 1 км | Гіт з ходу на 250 м | Гіт з ходу на 250 м | Гіт з ходу на 250 м | Гонка за очками | Гонка за очками | Загалом очок | Місце |
| Спортсмен   | Дисципліна        | Місце  | Очки   | Час                                | Місце                              | Очки                               | Місце              | Очки               | Час                 | Місце               | Очки                | Час                 | Місце               | Очки                | Очки            | Місце           | Загалом очок | Місце |
| ----------- | ----------------- | ------ | ------ | ---------------------------------- | ---------------------------------- | ---------------------------------- | ------------------ | ------------------ | ------------------- | ------------------- | ------------------- | ------------------- | ------------------- | ------------------- | --------------- | --------------- | ------------ | ----- |
| Тома Буда   | омніум (чоловіки) | 3      | 36     | 4:19.918                           | 5                                  | 32                                 | 2                  | 38                 | 1:04.227            | 11                  | 20                  | 13.272              | 9                   | 24                  | 22              | 6               | 172          | 5     |
| Лорі Бертон | омніум (жінки)    | 8      | 26     | 3:40.180                           | 12                                 | 18                                 | 9                  | 24                 | 35.275              | 3                   | 36                  | 13.903              | 3                   | 36                  | 23              | 9               | 163          | 10    |

### Маунтінбайк
| Спортсмен          | Дисципліна             | Час          | Місце        |
| ------------------ | ---------------------- | ------------ | ------------ |
| Жульєн Абсалон     | маунтінбайк (чоловіки) | 1:36:43      | 8            |
| Віктор Корецький   | маунтінбайк (чоловіки) | 1:37:27      | 10           |
| Максім Маротт      | маунтінбайк (чоловіки) | 1:35:01      | 4            |
| Перрін Клозельl    | маунтінбайк (жінки)    | 1:42:23      | 26           |
| Полін Ферран-Прево | маунтінбайк (жінки)    | Не фінішував | Не фінішував |

### BMX
| Спортсмен        | Дисципліна     | Кваліфікація | Кваліфікація | Чвертьфінал | Чвертьфінал | Півфінал        | Півфінал        | Фінал           | Фінал           |
| Спортсмен        | Дисципліна     | Результат    | Місце        | Очки        | Місце       | Очки            | Місце           | Результат       | Місце           |
| ---------------- | -------------- | ------------ | ------------ | ----------- | ----------- | --------------- | --------------- | --------------- | --------------- |
| Жоріс Доде       | BMX (чоловіки) | 34.617       | 1            | 18          | 6           | Завершив виступ | Завершив виступ | Завершив виступ | Завершив виступ |
| Аміду Мір        | BMX (чоловіки) | 35.248       | 11           | 14          | 5           | Завершив виступ | Завершив виступ | Завершив виступ | Завершив виступ |
| Жеремі Ранкюрель | BMX (чоловіки) | 35.884       | 22           | 28          | 7           | Завершив виступ | Завершив виступ | Завершив виступ | Завершив виступ |
| Манон Валентіно  | BMX (жінки)    | 36.377       | 12           | Н/Д         | Н/Д         | 12              | 4 Q             | 2:41.109        | 8               |

## Стрибки у воду
| Спортсмен       | Дисципліна                   | Попередні змагання | Попередні змагання | Півфінали        | Півфінали        | Фінал            | Фінал            |
| Спортсмен       | Дисципліна                   | Очки               | Місце              | Очки             | Місце            | Очки             | Місце            |
| --------------- | ---------------------------- | ------------------ | ------------------ | ---------------- | ---------------- | ---------------- | ---------------- |
| Меттью Россе    | трамплін, 3 метри (чоловіки) | 373.40             | 23                 | Завершив виступ  | Завершив виступ  | Завершив виступ  | Завершив виступ  |
| Бенджамін Оффре | вишка, 10 метрів (чоловіки)  | 470.45             | 5 Q                | 477.00           | 4 Q              | 507.35           | 4                |
| Лора Маріно     | вишка, 10 метрів (жінки)     | 289.35             | 19                 | Завершила виступ | Завершила виступ | Завершила виступ | Завершила виступ |

## Кінний спорт

### Виїздка
| Спортсмен                                            | Кінь           | Дисципліна    | Grand Prix | Grand Prix | Grand Prix Special | Grand Prix Special | Grand Prix Freestyle | Grand Prix Freestyle | Загалом         | Загалом         |
| Спортсмен                                            | Кінь           | Дисципліна    | Результат  | Місце      | Результат          | Місце              | За техніку           | За артистизм         | Результат       | Місце           |
| ---------------------------------------------------- | -------------- | ------------- | ---------- | ---------- | ------------------ | ------------------ | -------------------- | -------------------- | --------------- | --------------- |
| Стефані Бріссель                                     | Amorak         | Індивідуальні | 65.114 #   | 55         | Завершив виступ    | Завершив виступ    | Завершив виступ      | Завершив виступ      | Завершив виступ | Завершив виступ |
| Людовик Анрі                                         | After You      | Індивідуальні | 69.214     | 40         | Завершив виступ    | Завершив виступ    | Завершив виступ      | Завершив виступ      | Завершив виступ | Завершив виступ |
| Карен Тебар                                          | Don Luis       | Індивідуальні | 75.029     | 18 Q       | 72.773             | 25                 | Завершив виступ      | Завершив виступ      | Завершив виступ | Завершив виступ |
| П'єр Волла                                           | Badinda Altena | Індивідуальні | 71.500     | 30 Q       | 65.742             | 31                 | Завершив виступ      | Завершив виступ      | Завершив виступ | Завершив виступ |
| Стефані Бріссель Людовик Анрі Карен Тебар П'єр Волла | Див. вище      | Команда       | 71.914     | 8          | Завершив виступ    | Завершив виступ    | Н/Д                  | Н/Д                  | Завершив виступ | Завершив виступ |

### Триборство
| Спортсмен                                          | Кінь              | Дисципліна    | Виїздка      | Виїздка | Крос         | Крос    | Крос  | Конкур       | Конкур       | Конкур       | Конкур          | Конкур          | Конкур          | Загалом         | Загалом         |
| Спортсмен                                          | Кінь              | Дисципліна    | Виїздка      | Виїздка | Крос         | Крос    | Крос  | Кваліфікація | Кваліфікація | Кваліфікація | Фінал           | Фінал           | Фінал           | Загалом         | Загалом         |
| Спортсмен                                          | Кінь              | Дисципліна    | Штрафні очки | Місце   | Штрафні очки | Загалом | Місце | Штрафні очки | Загалом      | Місце        | Штрафні очки    | Загалом         | Місце           | Штрафні очки    | Місце           |
| -------------------------------------------------- | ----------------- | ------------- | ------------ | ------- | ------------ | ------- | ----- | ------------ | ------------ | ------------ | --------------- | --------------- | --------------- | --------------- | --------------- |
| Карім Лагуа                                        | Entebbe           | Індивідуальні | 43.40 #      | 14      | 50.40 #      | 93.40 # | 30    | 1.00         | 94.40 #      | 28           | Завершив виступ | Завершив виступ | Завершив виступ | Завершив виступ | Завершив виступ |
| Матьє Лемуан                                       | Bart              | Індивідуальні | 39.20        | 3       | 14.40        | 53.60   | 10    | 8.00         | 61.60        | 9 Q          | 8.00            | 69.60           | 15              | 69.60           | 15              |
| Астьє Нікола                                       | Piaf de B'Neville | Індивідуальні | 42.00        | 11      | 0.00         | 42.00   | 3     | 0.00         | 42.00        | 2 Q          | 6.00            | 48.00           | 2               | 48.00           | 2               |
| Тібо Валлетт                                       | Qing du Briot     | Індивідуальні | 41.00        | 6       | 24.40        | 65.40   | 18    | 0.00         | 65.40        | 14 Q         | 4.00            | 69.40           | 13              | 69.40           | 13              |
| Карім Лагуа Матьє Лемуан Астьє Нікола Тібо Валлетт | Див. вище         | Команда       | 122.20       | 2       | 38.80        | 161.00  | 3     | 8.00         | 169.00       | 1            | Н/Д             | Н/Д             | Н/Д             | 169.00          | 1               |

"#" позначає, що очки цього вершника не входять до заліку командного змагання, оскільки зараховуються лише результати трьох найкращих вершників.

### Конкур
| Спортсмен                                               | Кінь                     | Дисципліна    | Кваліфікація | Кваліфікація | Кваліфікація | Кваліфікація | Кваліфікація | Кваліфікація    | Кваліфікація    | Кваліфікація    | Фінал           | Фінал           | Фінал           | Фінал           | Фінал           | Загалом         | Загалом         |
| Спортсмен                                               | Кінь                     | Дисципліна    | Раунд 1      | Раунд 1      | Раунд 2      | Раунд 2      | Раунд 2      | Раунд 3         | Раунд 3         | Раунд 3         | Фінал A         | Фінал A         | Фінал B         | Фінал B         | Фінал B         | Загалом         | Загалом         |
| Спортсмен                                               | Кінь                     | Дисципліна    | Штрафні очки | Місце        | Штрафні очки | Загалом      | Місце        | Штрафні очки    | Загалом         | Місце           | Штрафні очки    | Місце           | Штрафні очки    | Загалом         | Місце           | Штрафні очки    | Місце           |
| ------------------------------------------------------- | ------------------------ | ------------- | ------------ | ------------ | ------------ | ------------ | ------------ | --------------- | --------------- | --------------- | --------------- | --------------- | --------------- | --------------- | --------------- | --------------- | --------------- |
| Роже-Ів Бост                                            | Sydney Une Prince        | Індивідуальні | 0            | =1 Q         | 1            | 1            | =12 Q        | 1               | 2               | 5 Q             | 0               | =1 Q            | 5               | 5               | =16             | 5               | =16             |
| Пенелопа Лепревос                                       | Flora de Mariposa        | Індивідуальні | 47 #         | =68          | 0            | 47           | 68TO         | Did not compete | Did not compete | Did not compete | Завершив виступ | Завершив виступ | Завершив виступ | Завершив виступ | Завершив виступ | Завершив виступ | Завершив виступ |
| Філіпп Розьє                                            | Rahotep de Toscane       | Індивідуальні | 0            | =1 Q         | 4 #          | 4            | =28 Q        | 1               | 5               | =13 Q           | 4               | =16 Q           | 9               | 13              | 23              | 13              | 23              |
| Кевін Стаут                                             | Rêveur de Hurtebise *HDC | Індивідуальні | 4            | =27 Q        | 0            | 4            | =15 Q        | 0               | 4               | =7 Q            | 4               | =16 Q           | 8               | 12              | 22              | 12              | 22              |
| Роже-Ів Бост Пенелопа Лепревос Філіпп Розьє Кевін Стаут | Див. вище                | Команда       | 4            | =3 Q         | 1            | Н/Д          | =5 Q         | 2               | 3               | 1               | Н/Д             | Н/Д             | Н/Д             | Н/Д             | Н/Д             | 3               | 1               |

"#" позначає, що очки цього вершника не входять до заліку командного змагання, оскільки зараховуються лише результати трьох найкращих вершників.

## Фехтування
Чоловіки
| Спортсмен                                                | Дисципліна           | 1/32 фіналу        | 1/16 фіналу             | 1/8 фіналу              | Чвертьфінал             | Півфінал               | Фінал / БМ            | Фінал / БМ      |
| Спортсмен                                                | Дисципліна           | Суперник Результат | Суперник Результат      | Суперник Результат      | Суперник Результат      | Суперник Результат     | Суперник Результат    | Місце           |
| -------------------------------------------------------- | -------------------- | ------------------ | ----------------------- | ----------------------- | ----------------------- | ---------------------- | --------------------- | --------------- |
| Яннік Борель                                             | Індивідуальна шпага  | Bye                | Редлі (HUN) W 15–9      | Каутер (SUI) W 15–14    | Штеффен (SUI) L 10–15   | Завершив виступ        | Завершив виступ       | Завершив виступ |
| Готьє Грум'є                                             | Індивідуальна шпага  | Bye                | Швантес (BRA) W 15–7    | Фаєз (EGY) W 15–9       | Кадзуясу (JPN) W 15–8   | Імре (HUN) L 13–15     | Штеффен (SUI) W 15–11 | 3               |
| Даніель Жеран                                            | Індивідуальна шпага  | Bye                | F Limardo (VEN) L 14–15 | Завершив виступ         | Завершив виступ         | Завершив виступ        | Завершив виступ       | Завершив виступ |
| Яннік Борель Готьє Грум'є Даніель Жеран                  | Командна шпага       | Н/Д                | Н/Д                     | Bye                     | Венесуела (VEN) W 45–29 | Угорщина (HUN) W 45–40 | Італія (ITA) W 45–31  | 1               |
| Жеремі Кадо                                              | Індивідуальна рапіра | Bye                | Кассара (ITA) L 14–15   | Завершив виступ         | Завершив виступ         | Завершив виступ        | Завершив виступ       | Завершив виступ |
| Ерван Ле Пешу                                            | Індивідуальна рапіра | Bye                | Lei S (CHN) W 15–9      | Мейнгардт (USA) L 14–15 | Завершив виступ         | Завершив виступ        | Завершив виступ       | Завершив виступ |
| Енцо Лефор                                               | Індивідуальна рапіра | Bye                | Йоппіх (GER) L 13–15    | Завершив виступ         | Завершив виступ         | Завершив виступ        | Завершив виступ       | Завершив виступ |
| Жеремі Кадо Ерван Ле Пешу Енцо Лефор Жан-Поль Тоні Елісе | Командна рапіра      | Н/Д                | Н/Д                     | Н/Д                     | Китай (CHN) W 45–42     | Італія (ITA) W 45–30   | Росія (RUS) L 41–45   | 2               |
| Венсан Анстет                                            | Шабля                | Н/Д                | Кента (JPN) W 15–13     | Vũ T A (VIE) W 15–8     | Абедіні (IRI) L 13–15   | Завершив виступ        | Завершив виступ       | Завершив виступ |

Жінки
| Спортсменка                                     | Дисципліна           | 1/32 фіналу               | 1/16 фіналу                | 1/8 фіналу                | Чвертьфінал               | Півфінал                                              | Фінал / БМ                            | Фінал / БМ       |
| Спортсменка                                     | Дисципліна           | Суперниця Результат       | Суперниця Результат        | Суперниця Результат       | Суперниця Результат       | Суперниця Результат                                   | Суперниця Результат                   | Місце            |
| ----------------------------------------------- | -------------------- | ------------------------- | -------------------------- | ------------------------- | ------------------------- | ----------------------------------------------------- | ------------------------------------- | ---------------- |
| Марі-Флоренс Кандассамі                         | Індивідуальна шпага  | Simeão (BRA) W 15–6       | Xu Aq (CHN) W 15–8         | Моельхаузен (BRA) L 12–15 | Завершила виступ          | Завершила виступ                                      | Завершила виступ                      | Завершила виступ |
| Ор'єн Малло                                     | Індивідуальна шпага  | Nguyễn T N H (VIE) W 15–7 | Brânză (ROU) L 8–15        | Завершила виступ          | Завершила виступ          | Завершила виступ                                      | Завершила виступ                      | Завершила виступ |
| Лорен Рембі                                     | Індивідуальна шпага  | Bye                       | Герман (ROU) W 13–10       | Кривицька (UKR) W 9–7     | Моельхаузен (BRA) W 15–12 | Сас (HUN) L 10–6                                      | Sun Yw (CHN) L 13–15                  | 4                |
| Марі-Флоренс Кандассамі Ор'єн Малло Лорен Рембі | Командна шпага       | Н/Д                       | Н/Д                        | Bye                       | Росія (RUS) L 41–44       | Класифікаційний півфінал США (USA) L 28–32            | 7th place final Україна (UKR) W 45–38 | 7                |
| Астрід Гюяр                                     | Індивідуальна рапіра | Bye                       | Лелейко (UKR) W 15–9       | Прескод (USA) W 14–11     | Дериглазова (RUS) L 6–15  | Завершила виступ                                      | Завершила виступ                      | Завершила виступ |
| Ізаора Тібус                                    | Індивідуальна рапіра | Bye                       | Карамете (TUR) W 15–6      | Le Hl (CHN) W 15–13       | Шанаєва (RUS) L 10–15     | Завершила виступ                                      | Завершила виступ                      | Завершила виступ |
| Сесілія Бердер                                  | Шабля                | Bye                       | Pérez Maurice (ARG) W 15–6 | Мухаммад (USA) W 15–12    | Велика (RUS) L 10–15      | Завершила виступ                                      | Завершила виступ                      | Завершила виступ |
| Манон Брюне                                     | Шабля                | Bye                       | Hwang S-a (KOR) W 15–11    | Мартон (HUN) W 15–12      | Бесбес (TUN) W 15–14      | Велика (RUS) L 14–15                                  | Харлан (UKR) L 10–15                  | 4                |
| Шарлотта Лембах                                 | Шабля                | Bye                       | Веккі (ITA) W 15–11        | Велика (RUS) L 14–15      | Завершила виступ          | Завершила виступ                                      | Завершила виступ                      | Завершила виступ |
| Сесілія Бердер Манон Брюне Шарлотта Лембах      | Команда sabre        | Н/Д                       | Н/Д                        | Н/Д                       | Італія (ITA) L 36–45      | Класифікаційний півфінал Південна Корея (KOR) L 40–45 | 7th place final Мексика (MEX) L 38–45 | 8                |

## Футбол

### Жіночий турнір
Склад команди
Шаблон:Склад жіночої збірної Франції з футболу на літніх Олімпійських іграх 2016
Груповий етап
Футбол на літніх Олімпійських іграх 2016 — жіночий турнір – Group G
Шаблон:Жіночий турнір з футболу на літніх Олімпійських іграх 2016, гра G2
Шаблон:Жіночий турнір з футболу на літніх Олімпійських іграх 2016, гра G3
Шаблон:Жіночий турнір з футболу на літніх Олімпійських іграх 2016, гра G6
Чвертьфінал
Шаблон:Жіночий турнір з футболу на літніх Олімпійських іграх 2016, гра H3

## Гольф
| Спортсмен      | Дисципліна | Раунд 1   | Раунд 2   | Раунд 3   | Раунд 4   | Загалом   | Загалом | Загалом |
| Спортсмен      | Дисципліна | Результат | Результат | Результат | Результат | Результат | Пар     | Місце   |
| -------------- | ---------- | --------- | --------- | --------- | --------- | --------- | ------- | ------- |
| Грегорі Бурді  | чоловіки   | 67        | 69        | 72        | 73        | 281       | −3      | =21     |
| Жульєн Кен     | чоловіки   | 71        | 79        | 72        | 71        | 293       | +9      | =55     |
| Карін Ішер     | жінки      | 73        | 72        | 73        | 76        | 294       | +10     | =44     |
| Гвладіс Носера | жінки      | 73        | 71        | 74        | 72        | 290       | +6      | =39     |

## Гімнастика

### Спортивна гімнастика
Чоловіки
Командна першість
| Спортсмен       | Дисципліна | Кваліфікація   | Кваліфікація | Кваліфікація | Кваліфікація | Кваліфікація | Кваліфікація | Кваліфікація | Кваліфікація | Фінал  | Фінал  | Фінал  | Фінал  | Фінал           | Фінал           | Фінал           | Фінал           |                 |                 |                 |                 |
| Спортсмен       | Дисципліна | Вправа         | Вправа       | Вправа       | Вправа       | Вправа       | Вправа       | Загалом      | Місце        | Вправа | Вправа | Вправа | Вправа | Вправа          | Вправа          | Загалом         | Місце           |                 |                 |                 |                 |
| --------------- | ---------- | -------------- | ------------ | ------------ | ------------ | ------------ | ------------ | ------------ | ------------ | ------ | ------ | ------ | ------ | --------------- | --------------- | --------------- | --------------- | --------------- | --------------- | --------------- | --------------- |
| Спортсмен       | Дисципліна | Самір Аїт Саїд | Команда      | Н/Д          | Н/Д          | 15.533 Q*    | 12.866       | Загалом      | Місце        | Н/Д    | Н/Д    | Н/Д    | Н/Д    | Завершив виступ | Завершив виступ | Завершив виступ | Завершив виступ | Завершив виступ | Завершив виступ | Завершив виступ | Завершив виступ |
| Аксель Огіс     | 14.033     | 14.500         | Команда      | 14.333       | 13.166       | 15.300       | 14.700       | 86.032       | 23 Q         |        |        |        |        | Завершив виступ | Завершив виступ | Завершив виступ | Завершив виступ | Завершив виступ | Завершив виступ | Завершив виступ | Завершив виступ |
| Жюльєн Гобо     | 13.066     | 14.233         | Команда      | 14.500       | 13.700       | 14.766       | 14.300       | 84.565       | 29           |        |        |        |        | Завершив виступ | Завершив виступ | Завершив виступ | Завершив виступ | Завершив виступ | Завершив виступ | Завершив виступ | Завершив виступ |
| Danny Rodrigues | Н/Д        | 13.133         | Команда      | 15.266 Q     | Н/Д          | 14.233       | 13.433       | Н/Д          | Н/Д          |        |        |        |        | Завершив виступ | Завершив виступ | Завершив виступ | Завершив виступ | Завершив виступ | Завершив виступ | Завершив виступ | Завершив виступ |
| Сіріл Томмасон  | 13.966     | 15.650 Q       | Команда      | Н/Д          | Н/Д          | 14.100       | Н/Д          | Н/Д          | Н/Д          |        |        |        |        | Завершив виступ | Завершив виступ | Завершив виступ | Завершив виступ | Завершив виступ | Завершив виступ | Завершив виступ | Завершив виступ |
| Загалом         | 41.065     | 44.383         | Команда      | 45.299       | 39.732       | 44.299       | 42.433       | 257.211      | 12           |        |        |        |        | Завершив виступ | Завершив виступ | Завершив виступ | Завершив виступ | Завершив виступ | Завершив виступ | Завершив виступ | Завершив виступ |

Індивідуальні фінали
| Спортсмен       | Дисципліна         | Вправа         | Вправа | Вправа              | Вправа              | Вправа              | Вправа              | Загалом             | Місце               |                     |                     |
| --------------- | ------------------ | -------------- | ------ | ------------------- | ------------------- | ------------------- | ------------------- | ------------------- | ------------------- | ------------------- | ------------------- |
| Спортсмен       | Дисципліна         | Самір Аїт Саїд | Кільця | Знявся через травму | Знявся через травму | Знявся через травму | Знявся через травму | Знявся через травму | Знявся через травму | Знявся через травму | Знявся через травму |
| Аксель Огіс     | Абсолютна першість | 13.933         | 13.100 | 13.933              | 14.266              | 14.766              | 12.900              | 82.898              | 21                  |                     |                     |
| Сіріл Томмасон  | Кінь               | Н/Д            | 15.600 | Н/Д                 | Н/Д                 | Н/Д                 | Н/Д                 | 15.600              | 4                   |                     |                     |
| Danny Rodrigues | Кільця             | Н/Д            | Н/Д    | 15.233              | Н/Д                 | Н/Д                 | Н/Д                 | 15.233              | 7                   |                     |                     |

Жінки
Командна першість
| Спортсменка   | Дисципліна | Кваліфікація | Кваліфікація | Кваліфікація | Кваліфікація | Кваліфікація | Кваліфікація | Фінал            | Фінал            | Фінал            | Фінал            | Фінал            | Фінал            |
| Спортсменка   | Дисципліна | Вправа       | Вправа       | Вправа       | Вправа       | Загалом      | Місце        | Вправа           | Вправа           | Вправа           | Вправа           | Загалом          | Місце            |
| Спортсменка   | Дисципліна |              | UB           | BB           | F            | Загалом      | Місце        |                  | UB               | BB               | F                | Загалом          | Місце            |
| ------------- | ---------- | ------------ | ------------ | ------------ | ------------ | ------------ | ------------ | ---------------- | ---------------- | ---------------- | ---------------- | ---------------- | ---------------- |
| Марін Буає    | Команда    | 14.200       | Н/Д          | 14.600 Q     | 13.233       | Н/Д          | Н/Д          | Завершила виступ | Завершила виступ | Завершила виступ | Завершила виступ | Завершила виступ | Завершила виступ |
| Марін Бреве   | Команда    | 14.133       | 14.333       | 14.166       | 13.933       | 56.565       | 16 Q         | Завершила виступ | Завершила виступ | Завершила виступ | Завершила виступ | Завершила виступ | Завершила виступ |
| Лоан Іс       | Команда    | Н/Д          | 13.900       | Н/Д          | Н/Д          | Н/Д          | Н/Д          | Завершила виступ | Завершила виступ | Завершила виступ | Завершила виступ | Завершила виступ | Завершила виступ |
| Ореан Лешено  | Команда    | 12.300       | 13.166       | 13.633       | 13.666       | 52.765       | 46           | Завершила виступ | Завершила виступ | Завершила виступ | Завершила виступ | Завершила виступ | Завершила виступ |
| Луїза Ванхіль | Команда    | 13.966       | 14.866       | 13.633       | 13.300       | 55.765       | 21 Q         | Завершила виступ | Завершила виступ | Завершила виступ | Завершила виступ | Завершила виступ | Завершила виступ |
| Загалом       | Команда    | 42.299       | 43.099       | 42.399       | 40.899       | 168.696      | 11           | Завершила виступ | Завершила виступ | Завершила виступ | Завершила виступ | Завершила виступ | Завершила виступ |

Індивідуальні фінали
| Спортсмен     | Дисципліна         | Вправа | Вправа | Вправа | Вправа | Загалом | Місце |
| Спортсмен     | Дисципліна         |        | UB     | BB     | F      | Загалом | Місце |
| ------------- | ------------------ | ------ | ------ | ------ | ------ | ------- | ----- |
| Марін Буає    | колода             | Н/Д    | Н/Д    | 14.600 | Н/Д    | 14.600  | 4     |
| Марін Бреве   | Абсолютна першість | 14.166 | 14.300 | 14.133 | 14.000 | 56.599  | 15    |
| Луїза Ванхіль | Абсолютна першість | 14.000 | 14.233 | 13.200 | 13.233 | 54.666  | 20    |

### Художня гімнастика
| Спортсменка       | Дисципліна                  | Кваліфікація | Кваліфікація | Кваліфікація | Кваліфікація | Кваліфікація | Кваліфікація | Фінал  | Фінал  | Фінал  | Фінал   | Фінал   | Фінал |
| Спортсменка       | Дисципліна                  | Обруч        | М'яч         | Булави       | Стрічка      | Загалом      | Місце        | Обруч  | М'яч   | Булави | Стрічка | Загалом | Місце |
| ----------------- | --------------------------- | ------------ | ------------ | ------------ | ------------ | ------------ | ------------ | ------ | ------ | ------ | ------- | ------- | ----- |
| Ксенія Мустафаєва | Індивідуальне багатоборство | 17.600       | 17.516       | 17.500       | 17.366       | 69.982       | 10 Q         | 17.700 | 16.833 | 16.916 | 16.741  | 68.240  | 10    |

### Стрибки на батуті
| Спортсмен         | Дисципліна | Кваліфікація | Кваліфікація | Фінал           | Фінал           |
| Спортсмен         | Дисципліна | Результат    | Місце        | Результат       | Місце           |
| ----------------- | ---------- | ------------ | ------------ | --------------- | --------------- |
| Себастьєн Мартіні | чоловіки   | 106.230      | 10           | Завершив виступ | Завершив виступ |
| Марина Журбер     | жінки      | 96.760       | 14           | Завершив виступ | Завершив виступ |

## Гандбол
Підсумок
Легенда:
- ET – Після додаткового часу
- P – долю матчу вирішила серія післяматчевих пенальті.

| Команда        | Дисципліна       | Груповий етап      | Груповий етап      | Груповий етап      | Груповий етап          | Груповий етап      | Груповий етап | Чвертьфінал        | Півфінал           | Фінал / БМ         | Фінал / БМ |
| Команда        | Дисципліна       | Суперник Результат | Суперник Результат | Суперник Результат | Суперник Результат     | Суперник Результат | Місце         | Суперник Результат | Суперник Результат | Суперник Результат | Місце      |
| -------------- | ---------------- | ------------------ | ------------------ | ------------------ | ---------------------- | ------------------ | ------------- | ------------------ | ------------------ | ------------------ | ---------- |
| France men's   | чоловічий турнір | Туніс W 25–23      | Катар W 35–20      | Аргентина W 31–24  | Хорватія L 28–29       | Данія W 33–30      | 2             | Бразилія W 34–27   | Німеччина W 29–28  | Данія L 26–28      | 2          |
| France women's | жіночий турнір   | Нідерланди W 18–14 | Росія L 25–26      | Аргентина W 27–11  | Південна Корея W 21–17 | Швеція W 27–25     | 2             | Іспанія W 27–26ET  | Нідерланди W 24–23 | Росія L 19–22      | 2          |

### Чоловічий турнір
Склад команди
Шаблон:Склад чоловічої збірної Франції з гандболу на літніх Олімпійських іграх 2016
Груповий етап
Шаблон:Підсумкова таблиця в групі A чоловічого турніру з гандболу на літніх Олімпійських іграх 2016
Шаблон:Чоловічий турнір з гандболу на літніх Олімпійських іграх 2016, гра A3
Шаблон:Чоловічий турнір з гандболу на літніх Олімпійських іграх 2016, гра A4
Шаблон:Чоловічий турнір з гандболу на літніх Олімпійських іграх 2016, гра A9
Шаблон:Чоловічий турнір з гандболу на літніх Олімпійських іграх 2016, гра A10
Шаблон:Чоловічий турнір з гандболу на літніх Олімпійських іграх 2016, гра A13
Чвертьфінал
Шаблон:Чоловічий турнір з гандболу на літніх Олімпійських іграх 2016, гра C1
Півфінал
Шаблон:Чоловічий турнір з гандболу на літніх Олімпійських іграх 2016, гра D2
Гонка за золоту медаль
Шаблон:Чоловічий турнір з гандболу на літніх Олімпійських іграх 2016, гра E2

### Жіночий турнір
Склад команди
Шаблон:Склад жіночої збірної Франції з гандболу на літніх Олімпійських іграх 2016
Груповий етап
Шаблон:Підсумкова таблиця в групі B жіночого турніру з гандболу на літніх Олімпійських іграх 2016
Шаблон:Жіночий турнір з гандболу на літніх Олімпійських іграх 2016, гра B1
Шаблон:Жіночий турнір з гандболу на літніх Олімпійських іграх 2016, гра B5
Шаблон:Жіночий турнір з гандболу на літніх Олімпійських іграх 2016, гра B9
Шаблон:Жіночий турнір з гандболу на літніх Олімпійських іграх 2016, гра B12
Шаблон:Жіночий турнір з гандболу на літніх Олімпійських іграх 2016, гра B13
Чвертьфінал
Шаблон:Жіночий турнір з гандболу на літніх Олімпійських іграх 2016, гра C2
Півфінал
Шаблон:Жіночий турнір з гандболу на літніх Олімпійських іграх 2016, гра D1
Гонка за золоту медаль
Шаблон:Жіночий турнір з гандболу на літніх Олімпійських іграх 2016, гра E2

## Дзюдо
Чоловіки
| Спортсмен       | Категорія    | 1/32 фіналу              | 1/16 фіналу                  | 1/8 фіналу             | Чвертьфінали                | Півфінали               | Втішний поєдинок      | Фінал / БМ                 | Фінал / БМ      |
| Спортсмен       | Категорія    | Суперник Результат       | Суперник Результат           | Суперник Результат     | Суперник Результат          | Суперник Результат      | Суперник Результат    | Суперник Результат         | Місце           |
| --------------- | ------------ | ------------------------ | ---------------------------- | ---------------------- | --------------------------- | ----------------------- | --------------------- | -------------------------- | --------------- |
| Валіде Х'яр     | до 60 кг     | Якуб (PLE) W 100–000     | Кітадай (BRA) L 000–001      | Завершив виступ        | Завершив виступ             | Завершив виступ         | Завершив виступ       | Завершив виступ            | Завершив виступ |
| Кіліан ле Блук  | до 66 кг     | Bye                      | Оутс (GBR) W 000–000 YUS     | An B-u (KOR) L 000–110 | Завершив виступ             | Завершив виступ         | Завершив виступ       | Завершив виступ            | Завершив виступ |
| П'єр Дюпра      | до 73 кг     | Hong K-h (PRK) W 100–000 | Ярцев (RUS) L 000–000 YUS    | Завершив виступ        | Завершив виступ             | Завершив виступ         | Завершив виступ       | Завершив виступ            | Завершив виступ |
| Лоїк П'єтрі     | до 81 кг     | Bye                      | Валуа-Фортьє (CAN) L 000–001 | Завершив виступ        | Завершив виступ             | Завершив виступ         | Завершив виступ       | Завершив виступ            | Завершив виступ |
| Олександр Іддір | до 90 кг     | Bye                      | Гроссклаус (SUI) W 000–000 S | Браун (USA) W 010–000  | Бакер (JPN) L 000–100       | Завершив виступ         | Нюман (SWE) L 000–100 | Завершив виступ            | 7               |
| Сіріль Маре     | до 100 кг    | Bye                      | Траоре (MLI) W 100–000       | Грол (NED) W 001–000   | Гвініашвілі (GEO) W 010–000 | Крпалек (CZE) L 000–100 | Bye                   | Фрей (GER) W 100–000       | 3               |
| Тедді Рінер     | понад 100 кг | Н/Д                      | Bye                          | Таєб (ALG) W 100–000   | R Silva (BRA) W 010–000     | Сассон (ISR) W 010–000  | Bye                   | Харасава (JPN) W 000–000 S | 1               |

Жінки
| Спортсменка       | Категорія   | 1/16 фіналу            | 1/8 фіналу                  | Чвертьфінали                  | Півфінали                 | Втішний поєдинок         | Фінал / БМ               | Фінал / БМ       |
| Спортсменка       | Категорія   | Суперниця Результат    | Суперниця Результат         | Суперниця Результат           | Суперниця Результат       | Суперниця Результат      | Суперниця Результат      | Місце            |
| ----------------- | ----------- | ---------------------- | --------------------------- | ----------------------------- | ------------------------- | ------------------------ | ------------------------ | ---------------- |
| Летісія Пайєт     | до 48 кг    | Райнер (AUS) W 101–000 | Уранцецег (MGL) L 000–100   | Завершила виступ              | Завершила виступ          | Завершила виступ         | Завершила виступ         | Завершила виступ |
| Пріссіла Нєто     | до 52 кг    | Тшопп (SUI) L 000–100  | Завершила виступ            | Завершила виступ              | Завершила виступ          | Завершила виступ         | Завершила виступ         | Завершила виступ |
| Отон Пав'я        | до 57 кг    | Bye                    | Сміт-Дейвіс (GBR) W 100–000 | Мацумото (JPN) L 000–010      | Завершила виступ          | Монтейру (POR) L 000–100 | Завершила виступ         | 7                |
| Кларісс Агбеньєну | до 63 кг    | Bye                    | Katipoğlu (TUR) W 102–000   | ван Емден (NED) W 101–000     | Tashiro (JPN) W 000–000 S | Bye                      | Трстеняк (SLO) L 000–101 | 2                |
| Жевріз Еман       | до 70 кг    | Bye                    | Конвей (GBR) L 001–100      | Завершила виступ              | Завершила виступ          | Завершила виступ         | Завершила виступ         | Завершила виступ |
| Одрі Тшемео       | до 78 кг    | Bye                    | Кьон (PRK) W 100–000        | Пауел (GBR) W 000–000 S       | Агіар (BRA) W 000–000 S   | Bye                      | Гаррісон (USA) L 000–100 | 2                |
| Емілі Андеоль     | понад 78 кг | Bye                    | Замботті (MEX) W 000–000 S  | Chikhrouhou (TUN) W 000–000 S | Yu S (CHN) W 100–000      | Bye                      | Ортіс (CUB) W 100–000    | 1                |

## Сучасне п'ятиборство
| Спортсмен       | Дисципліна | Фехтування (шпага, один дотик) | Фехтування (шпага, один дотик) | Фехтування (шпага, один дотик) | Фехтування (шпага, один дотик) | Плавання (200 м вільним стилем) | Плавання (200 м вільним стилем) | Плавання (200 м вільним стилем) | Верхова їзда (конкур) | Верхова їзда (конкур) | Верхова їзда (конкур) | Комбіновано: стрільба/біг (10 м, пневматичний пістолет)/(3200 м) | Комбіновано: стрільба/біг (10 м, пневматичний пістолет)/(3200 м) | Комбіновано: стрільба/біг (10 м, пневматичний пістолет)/(3200 м) | Загалом очок | Підсумкове місце |
| Спортсмен       | Дисципліна | RR                             | BR                             | Місце                          | Очки                           | Час                             | Місце                           | Очки                            | Штрафні очки          | Місце                 | Очки                  | Час                                                              | Місце                                                            | MP Points                                                        | Загалом очок | Підсумкове місце |
| --------------- | ---------- | ------------------------------ | ------------------------------ | ------------------------------ | ------------------------------ | ------------------------------- | ------------------------------- | ------------------------------- | --------------------- | --------------------- | --------------------- | ---------------------------------------------------------------- | ---------------------------------------------------------------- | ---------------------------------------------------------------- | ------------ | ---------------- |
| Валентін Прадес | чоловіки   | 19–16                          | 2                              | 13                             | 214                            | 2:04.44                         | 32                              | 317                             | 14                    | 13                    | 286                   | 11:39.37                                                         | 22                                                               | 601                                                              | 1420         | 20               |
| Валентін Прадес | чоловіки   | 21–14                          | 1                              | 4                              | 227                            | 2:07.83                         | 18                              | 327                             | 23                    | 23                    | 277                   | 11:04.08                                                         | 3                                                                | 636                                                              | 1467         | 4                |
| Елоді Клувель   | жінки      | 21–14                          | 1                              | 7                              | 227                            | 2:08.62                         | 2                               | 315                             | 7                     | 11                    | 293                   | 12:59.06                                                         | 17                                                               | 521                                                              | 1356         | 2                |

## Академічне веслування
Чоловіки
| Спортсмен                                                   | Дисципліна               | Заїзди  | Заїзди | Втішний заплив | Втішний заплив | Півфінали | Півфінали | Фінал   | Фінал |
| Спортсмен                                                   | Дисципліна               | Час     | Місце  | Час            | Місце          | Час       | Місце     | Час     | Місце |
| ----------------------------------------------------------- | ------------------------ | ------- | ------ | -------------- | -------------- | --------- | --------- | ------- | ----- |
| Жермен Шарден Доріан Мортелетт                              | Двійки                   | 6:42.00 | 1 SA/B | Bye            | Bye            | 6:26.10   | 3 FA      | 7:09.91 | 5     |
| Маттьє Андродіас Уго Бушерон                                | Парні двійки             | 6:33.03 | 2 SA/B | Bye            | Bye            | 6:16.15   | 3 FA      | 7:02.06 | 6     |
| Жеремі Азу П'єр Уен                                         | Парні двійки, легка вага | 6:24.62 | 1 SA/B | Bye            | Bye            | 6:34.43   | 1 FA      | 6:30.70 | 1     |
| Бенджамен Ланг Мікаель Марто Теофіль Онфрой Валантен Онфрой | Четвірки                 | 6:00.72 | 3 SA/B | Bye            | Bye            | 6:26.94   | 5 FB      | 6:02.21 | 11    |
| Тома Барух Тібо Колар Гійом Рено Франк Сольфоросі           | Четвірки, легка вага     | 6:07.31 | 4 R    | 6:01.18        | 1 SA/B         | 6:07.32   | 2 FA      | 6:22.85 | 3     |

Жінки
| Спортсменка                           | Дисципліна   | Заїзди  | Заїзди | Втішний заплив | Втішний заплив | Півфінали | Півфінали | Фінал   | Фінал |
| Спортсменка                           | Дисципліна   | Час     | Місце  | Час            | Місце          | Час       | Місце     | Час     | Місце |
| ------------------------------------- | ------------ | ------- | ------ | -------------- | -------------- | --------- | --------- | ------- | ----- |
| Ноемі Кобер Марі Ле Неве              | Двійки       | 7:26.28 | 4 R    | 7:59.44        | 3 SA/B         | 7:44.81   | 6 FB      | 7:26.55 | 12    |
| Елен Лефевр Елоді Равера-Скарамоцціно | Парні двійки | 7:05.65 | 3 SA/B | Bye            | Bye            | 6:54.34   | 3 FA      | 7:52.03 | 5     |

Пояснення до кваліфікації: FA=Фінал A (за медалі); FB=Фінал B (не за медалі); FC=Фінал C (не за медалі); FD=Фінал D (не за медалі); FE=Фінал E (не за медалі); FF=Фінал F (не за медалі); SA/B=Півфінали A/B; SC/D=Півфінали C/D; SE/F=Півфінали E/F; QF=Чвертьфінали; R=Потрапив у втішний заплив

## Регбі-7

### Чоловічий турнір
Склад команди
Шаблон:Склад чоловічої збірної Франції з регбі-7 на літніх Олімпійських іграх 2016
Груповий етап
Шаблон:Підсумкова таблиця в групі B чоловічого турніру з регбі-7 на літніх Олімпійських іграх 2016
Шаблон:Чоловічий турнір з регбі-7 на літніх Олімпійських іграх 2016, гра B1
Шаблон:Чоловічий турнір з регбі-7 на літніх Олімпійських іграх 2016, гра B4
Шаблон:Чоловічий турнір з регбі-7 на літніх Олімпійських іграх 2016, гра B5
Чвертьфінал
Шаблон:Чоловічий турнір з регбі-7 на літніх Олімпійських іграх 2016, гра D2
Classification semifinal (5–8)
Шаблон:Чоловічий турнір з регбі-7 на літніх Олімпійських іграх 2016, гра F1
Матч за сьоме місце
Шаблон:Чоловічий турнір з регбі-7 на літніх Олімпійських іграх 2016, гра F3

### Жіночий турнір
Склад команди
Шаблон:Склад жіночої збірної Франції з регбі-7 на літніх Олімпійських іграх 2016
Груповий етап
Шаблон:Підсумкова таблиця в групі B жіночого турніру з регбі-7 на літніх Олімпійських іграх 2016
Шаблон:Жіночий турнір з регбі-7 на літніх Олімпійських іграх 2016, гра B1
Шаблон:Жіночий турнір з регбі-7 на літніх Олімпійських іграх 2016, гра B3
Шаблон:Жіночий турнір з регбі-7 на літніх Олімпійських іграх 2016, гра B6
Чвертьфінал
Шаблон:Жіночий турнір з регбі-7 на літніх Олімпійських іграх 2016, гра D2
Classification semifinal (5–8)
Шаблон:Жіночий турнір з регбі-7 на літніх Олімпійських іграх 2016, гра F1
Fifth place match
Шаблон:Жіночий турнір з регбі-7 на літніх Олімпійських іграх 2016, гра F4

## Вітрильний спорт
Чоловіки
| Спортсмен                  | Дисципліна | Заплив | Заплив | Заплив | Заплив | Заплив | Заплив | Заплив | Заплив | Заплив | Заплив | Заплив | Заплив | Заплив | Очки | Підсумкове місце |
| Спортсмен                  | Дисципліна | 1      | 2      | 3      | 4      | 5      | 6      | 7      | 8      | 9      | 10     | 11     | 12     | M*     | Очки | Підсумкове місце |
| -------------------------- | ---------- | ------ | ------ | ------ | ------ | ------ | ------ | ------ | ------ | ------ | ------ | ------ | ------ | ------ | ---- | ---------------- |
| П'єр Ле Кок                | RS:X       | 7      | 7      | 12     | 6      | 3      | 2      | 8      | 10     | 17     | 2      | 3      | 12     | 14     | 86   | 3                |
| Жан-Батіст Берназ          | Лазер      | 11     | 10     | 4      | 17     | 5      | 47     | 3      | 15     | 19     | 2      | Н/Д    | Н/Д    | 2      | 90   | 5                |
| Жонатан Лобер              | Фінн       | 10     | 15     | 1      | 7      | 12     | 14     | 11     | 12     | 14     | 14     | Н/Д    | Н/Д    | EL     | 95   | 14               |
| Соф'ян Буве Жеремі Міон    | 470        | 6      | 6      | 10     | 2      | 6      | 6      | 14     | 9      | 20     | 22     | Н/Д    | Н/Д    | 8      | 87   | 7                |
| Ное Делпеш Жульєн Д'Ортолі | 49er       | 20     | 12     | 16     | 12     | 2      | 9      | 1      | 1      | 3      | 17     | 9      | 14     | 4      | 100  | 5                |

Жінки
| Спортсменка                 | Дисципліна   | Заплив | Заплив | Заплив | Заплив | Заплив | Заплив | Заплив | Заплив | Заплив | Заплив | Заплив | Заплив | Заплив | Очки | Підсумкове місце |
| Спортсменка                 | Дисципліна   | 1      | 2      | 3      | 4      | 5      | 6      | 7      | 8      | 9      | 10     | 11     | 12     | M*     | Очки | Підсумкове місце |
| --------------------------- | ------------ | ------ | ------ | ------ | ------ | ------ | ------ | ------ | ------ | ------ | ------ | ------ | ------ | ------ | ---- | ---------------- |
| Шарлін Пікон                | RS:X         | 1      | 2      | 1      | 4      | 5      | 10     | 5      | 11     | 8      | 27     | 3      | 10     | 4      | 64   | 1                |
| Матільда де Керанга         | Лазер радіал | 23     | 15     | 25     | 14     | 17     | 18     | 14     | 9      | 14     | 22     | Н/Д    | Н/Д    | EL     | 146  | 21               |
| Елен Дефранс Каміль Леконтр | 470          | 6      | 18     | 2      | 3      | 4      | 13     | 7      | 7      | 6      | 2      | Н/Д    | Н/Д    | 12     | 62   | 3                |
| Од Компан Сара Стюарт       | 49erFX       | 1      | 9      | 10     | 12     | 12     | 13     | 1      | 9      | 4      | 15     | 1      | 3      | 10     | 85   | 6                |

Змішаний
| Спортсмен             | Дисципліна | Заплив | Заплив | Заплив | Заплив | Заплив | Заплив | Заплив | Заплив | Заплив | Заплив | Заплив | Заплив | Заплив | Очки | Підсумкове місце |
| Спортсмен             | Дисципліна | 1      | 2      | 3      | 4      | 5      | 6      | 7      | 8      | 9      | 10     | 11     | 12     | M*     | Очки | Підсумкове місце |
| --------------------- | ---------- | ------ | ------ | ------ | ------ | ------ | ------ | ------ | ------ | ------ | ------ | ------ | ------ | ------ | ---- | ---------------- |
| Біллі Бессон Марі Ріо | Nacra 17   | 7      | 17     | 15     | 8      | 13     | 15     | 2      | 1      | 1      | 3      | 11     | 7      | 10     | 93   | 6                |

M = Медальний заплив; EL = Вибув – не потрапив до медального запливу

## Стрільба
Чоловіки
| Спортсмен       | Дисципліна                       | Кваліфікація | Кваліфікація | Півфінал        | Півфінал        | Фінал           | Фінал           |
| Спортсмен       | Дисципліна                       | Очки         | Місце        | Очки            | Місце           | Очки            | Місце           |
| --------------- | -------------------------------- | ------------ | ------------ | --------------- | --------------- | --------------- | --------------- |
| Ерік Делоне     | Скит                             | 121 (+11)    | 7            | Завершив виступ | Завершив виступ | Завершив виступ | Завершив виступ |
| Сіріль Графф    | Гвинтівка лежачи, 50 м           | 624.3        | 9            | Н/Д             | Н/Д             | Завершив виступ | Завершив виступ |
| Жеремі Монньє   | Пневматична гвинтівка, 10 м      | 618.5        | 38           | Н/Д             | Н/Д             | Завершив виступ | Завершив виступ |
| Жеремі Монньє   | Гвинтівка лежачи, 50 м           | 618.6        | 39           | Н/Д             | Н/Д             | Завершив виступ | Завершив виступ |
| Жан Кікампуа    | швидкісний пістолет, 25 м        | 586          | 3 Q          | Н/Д             | Н/Д             | 30              | 2               |
| Алексіс Рейно   | Гвинтівка з трьох положень, 50 м | 1176         | 5 Q          | Н/Д             | Н/Д             | 448.4           | 3               |
| Валерян Совплан | Пневматична гвинтівка, 10 м      | 621.1        | 26           | Н/Д             | Н/Д             | Завершив виступ | Завершив виступ |
| Валерян Совплан | Гвинтівка з трьох положень, 50 м | 1168         | 24           | Н/Д             | Н/Д             | Завершив виступ | Завершив виступ |
| Антоні Терра    | Скит                             | 121 (+3)     | 8            | Завершив виступ | Завершив виступ | Завершив виступ | Завершив виступ |

Жінки
| Спортсменка     | Дисципліна                       | Кваліфікація | Кваліфікація | Півфінал         | Півфінал         | Фінал            | Фінал            |
| Спортсменка     | Дисципліна                       | Очки         | Місце        | Очки             | Місце            | Очки             | Місце            |
| --------------- | -------------------------------- | ------------ | ------------ | ---------------- | ---------------- | ---------------- | ---------------- |
| Лоранс Брізе    | Гвинтівка з трьох положень, 50 м | 577          | 20           | Н/Д              | Н/Д              | Завершила виступ | Завершила виступ |
| Селін Гобервіль | Пневматичний пістолет, 10 м      | 383          | 10           | Н/Д              | Н/Д              | Завершила виступ | Завершила виступ |
| Матільда Ламоль | пістолет, 25 м                   | 550          | 39           | Завершила виступ | Завершила виступ | Завершила виступ | Завершила виступ |
| Стефані Тірод   | Пневматичний пістолет, 10 м      | 381          | 13           | Н/Д              | Н/Д              | Завершила виступ | Завершила виступ |
| Стефані Тірод   | пістолет, 25 м                   | 573          | 26           | Завершила виступ | Завершила виступ | Завершила виступ | Завершила виступ |

Пояснення до кваліфікації: Q = Пройшов у наступне коло; q = Кваліфікувався щоб змагатись у поєдинку за бронзову медаль

## Плавання
Чоловіки
| Спортсмен                                                                              | Дисципліна                        | Попередній заплив | Попередній заплив | Півфінал        | Півфінал        | Фінал           | Фінал           |
| Спортсмен                                                                              | Дисципліна                        | Час               | Місце             | Час             | Місце           | Час             | Місце           |
| -------------------------------------------------------------------------------------- | --------------------------------- | ----------------- | ----------------- | --------------- | --------------- | --------------- | --------------- |
| Яннік Аньєль                                                                           | 200 м вільним стилем              | 1:47.35           | 19                | Завершив виступ | Завершив виступ | Завершив виступ | Завершив виступ |
| Фредерік Буске                                                                         | 50 м вільним стилем               | 22.27             | 25                | Завершив виступ | Завершив виступ | Завершив виступ | Завершив виступ |
| Жордан Коельйо                                                                         | 200 м батерфляєм                  | 1:58.62           | 25                | Завершив виступ | Завершив виступ | Завершив виступ | Завершив виступ |
| Ніколя Д'Оріано                                                                        | 1500 м вільним стилем             | 15:33.62          | 40                | Н/Д             | Н/Д             | Завершив виступ | Завершив виступ |
| Дам'єн Жолі                                                                            | 1500 м вільним стилем             | 14:48.90          | 6 Q               | Н/Д             | Н/Д             | 14:52.73        | 7               |
| Каміль Лакур                                                                           | 100 м на спині                    | 52.96             | 1 Q               | 52.72           | 4 Q             | 52.70           | 5               |
| Флоран Маноду                                                                          | 50 м вільним стилем               | 21.72             | 4 Q               | 21.32           | 1 Q             | 21.41           | 2               |
| Мехді Метелла                                                                          | 100 м батерфляєм                  | 51.71             | 5 Q               | 51.73           | 8 Q             | 51.58           | 6               |
| Клеман Міньйон                                                                         | 100 м вільним стилем              | 48.57             | =14 Q             | 48.57           | 14              | Завершив виступ | Завершив виступ |
| Марк-Антуан Олів'є                                                                     | 10 км                             | Н/Д               | Н/Д               | Н/Д             | Н/Д             | 1:53:02.0       | 3               |
| Жордан Потен                                                                           | 400 м вільним стилем              | 3:45.43           | 8 Q               | Н/Д             | Н/Д             | 3:49.07         | 8               |
| Жеремі Страв'юс                                                                        | 100 м вільним стилем              | 48.62             | 18                | Завершив виступ | Завершив виступ | Завершив виступ | Завершив виступ |
| Жеремі Страв'юс                                                                        | 200 м вільним стилем              | 1:46.67           | 11 Q              | DNS             | DNS             | Завершив виступ | Завершив виступ |
| Жеремі Страв'юс                                                                        | 100 м батерфляєм                  | 52.10             | 17                | Завершив виступ | Завершив виступ | Завершив виступ | Завершив виступ |
| Фаб'ян Жіло Флоран Маноду Мехді Метелла Вільям Мейнар* Клеман Міньйон* Жеремі Страв'юс | Естафета 4 × 100 м вільним стилем | 3:13.27           | 4 Q               | Н/Д             | Н/Д             | 3:10.53         | 2               |
| Лоріс Буреллі Дам'єн Жолі Грегорі Малле Жордан Потен                                   | Естафета 4 × 200 м вільним стилем | 7:13.71           | 14                | Н/Д             | Н/Д             | Завершив виступ | Завершив виступ |
| Тео Бюсьєр Каміль Лакур Клеман Міньйон Жеремі Страв'юс                                 | Естафета 4 × 100 м комплексом     | 3:34.47           | 10                | Н/Д             | Н/Д             | Завершив виступ | Завершив виступ |

Жінки
| Спортсменка                                                    | Дисципліна                        | Попередній заплив | Попередній заплив | Півфінал         | Півфінал         | Фінал            | Фінал            |
| Спортсменка                                                    | Дисципліна                        | Час               | Місце             | Час              | Місце            | Час              | Місце            |
| -------------------------------------------------------------- | --------------------------------- | ----------------- | ----------------- | ---------------- | ---------------- | ---------------- | ---------------- |
| Коралі Балмі                                                   | 200 м вільним стилем              | 1:58.83           | 23                | Завершила виступ | Завершила виступ | Завершила виступ | Завершила виступ |
| Коралі Балмі                                                   | 400 м вільним стилем              | 4:03.40           | 4 Q               | Н/Д              | Н/Д              | 4:06.98          | 8                |
| Шарлотт Бонне                                                  | 100 м вільним стилем              | 53.93             | 10 Q              | 54.54            | 15               | Завершила виступ | Завершила виступ |
| Шарлотт Бонне                                                  | 200 м вільним стилем              | 1:56.26           | 4 Q               | 1:56.38          | 7 Q              | 1:56.29          | 8                |
| Беріль Гастальделло                                            | 100 м вільним стилем              | 54.80             | 22                | Завершила виступ | Завершила виступ | Завершила виступ | Завершила виступ |
| Беріль Гастальделло                                            | 100 м батерфляєм                  | 58.93             | 24                | Завершила виступ | Завершила виступ | Завершила виступ | Завершила виступ |
| Лара Гранжон                                                   | 200 м батерфляєм                  | 2:09.69           | 18                | Завершила виступ | Завершила виступ | Завершила виступ | Завершила виступ |
| Лара Гранжон                                                   | 400 м комплексом                  | 4:43.98           | 22                | Н/Д              | Н/Д              | Завершила виступ | Завершила виступ |
| Мелані Енік                                                    | 50 м вільним стилем               | 25.36             | 31                | Завершила виступ | Завершила виступ | Завершила виступ | Завершила виступ |
| Фантін Лезаффр                                                 | 200 м комплексом                  | 2:15.71           | =30               | Завершила виступ | Завершила виступ | Завершила виступ | Завершила виступ |
| Фантін Лезаффр                                                 | 400 м комплексом                  | 4:44.47           | 23                | Н/Д              | Н/Д              | Завершила виступ | Завершила виступ |
| Aurélie Muller                                                 | 10 км                             | Н/Д               | Н/Д               | Н/Д              | Н/Д              | DSQ              | DSQ              |
| Анна Сантаманс                                                 | 50 м вільним стилем               | 24.93             | 21                | Завершила виступ | Завершила виступ | Завершила виступ | Завершила виступ |
| Марі Ваттель                                                   | 100 м батерфляєм                  | 58.90             | 23                | Завершила виступ | Завершила виступ | Завершила виступ | Завершила виступ |
| Шарлотт Бонне Матільд Сіні Беріль Гастальделло Анна Сантаманс  | Естафета 4 × 100 м вільним стилем | 3:36.85 NR        | 8 Q               | Н/Д              | Н/Д              | 3:37.45          | 7                |
| Коралі Балмі Шарлотт Бонне Марго Фабр Клое Аше                 | Естафета 4 × 200 м вільним стилем | 7:55.55           | 10                | Н/Д              | Н/Д              | Завершила виступ | Завершила виступ |
| Шарлотт Бонне Fanny Deberghes Беріль Гастальделло Марі Ваттель | Естафета 4 × 100 м комплексом     | DSQ               | DSQ               | Н/Д              | Н/Д              | Завершила виступ | Завершила виступ |

## Синхронне плавання
| Спортсменка             | Дисципліна | Обов'язкова програма | Обов'язкова програма | Довільна програма (попередня) | Довільна програма (попередня)    | Довільна програма (попередня) | Довільна програма (фінал) | Довільна програма (фінал)        | Довільна програма (фінал) |
| Спортсменка             | Дисципліна | Очки                 | Місце                | Очки                          | Загалом (обов'язкова + довільна) | Місце                         | Очки                      | Загалом (обов'язкова + довільна) | Місце                     |
| ----------------------- | ---------- | -------------------- | -------------------- | ----------------------------- | -------------------------------- | ----------------------------- | ------------------------- | -------------------------------- | ------------------------- |
| Лаура Оже Марго Кретьєн | Дуети      | 86.2824              | 9                    | 86.8667                       | 173.1491                         | 8 Q                           | 87.9667                   | 174.2491                         | 8                         |

## Настільний теніс
| Спортсмен                                    | Дисципліна                   | Попередній раунд   | Раунд 1            | Раунд 2            | Раунд 3            | 1/8 фіналу                  | Чвертьфінали       | Півфінали          | Фінал / БМ         | Фінал / БМ       |
| Спортсмен                                    | Дисципліна                   | Суперник Результат | Суперник Результат | Суперник Результат | Суперник Результат | Суперник Результат          | Суперник Результат | Суперник Результат | Суперник Результат | Місце            |
| -------------------------------------------- | ---------------------------- | ------------------ | ------------------ | ------------------ | ------------------ | --------------------------- | ------------------ | ------------------ | ------------------ | ---------------- |
| Simon Gauzy                                  | одиночний розряд (чоловіки)  | Bye                | Bye                | Bye                | Kou L (UKR) L 1–4  | Завершив виступ             | Завершив виступ    | Завершив виступ    | Завершив виступ    | Завершив виступ  |
| Еммануель Лебессон                           | одиночний розряд (чоловіки)  | Bye                | Bye                | Crişan (ROU) L 3–4 | Завершив виступ    | Завершив виступ             | Завершив виступ    | Завершив виступ    | Завершив виступ    | Завершив виступ  |
| Tristan Flore Simon Gauzy Еммануель Лебессон | командна першість (чоловіки) | Н/Д                | Н/Д                | Н/Д                | Н/Д                | Велика Британія (GBR) L 2–3 | Завершив виступ    | Завершив виступ    | Завершив виступ    | Завершив виступ  |
| Li Xue                                       | одиночний розряд (жінки)     | Bye                | Bye                | Diaz (PUR) W 4–0   | Li Jie (NED) W 4–3 | Хань Ї (GER) L 1–4          | Завершила виступ   | Завершила виступ   | Завершила виступ   | Завершила виступ |

## Тхеквондо
| Спортсмен     | Категорія              | 1/8 фіналу             | Чвертьфінали          | Півфінали               | Втішний поєдинок    | Фінал / БМ            | Фінал / БМ |
| Спортсмен     | Категорія              | Суперник Результат     | Суперник Результат    | Суперник Результат      | Суперник Результат  | Суперник Результат    | Місце      |
| ------------- | ---------------------- | ---------------------- | --------------------- | ----------------------- | ------------------- | --------------------- | ---------- |
| М'Бар Н'Діає  | понад 80 кг (чоловіки) | Абдулразак (NIG) L 0–6 | Завершив виступ       | Завершив виступ         | Сікейра (BRA) L 2–5 | Завершив виступ       | 7          |
| Ясміна Азіез  | до 49 кг (жінки)       | Піментель (ARU) W 2–1  | Занінович (CRO) W 4–3 | Kim S-h (KOR) L 0–1 SUD | Bye                 | Абакарова (AZE) L 2–7 | 5          |
| Абі Ніар      | до 67 кг (жінки)       | Луїссан (HAI) W 5–4    | Гбагбі (CIV) W 5–4    | Татар (TUR) W 3–0 SUD   | Bye                 | Oh H-r (KOR) L 12–13  | 2          |
| Гвладіс Епанг | понад 67 кг (жінки)    | Коне (CIV) W 3–1       | Zheng Sy (CHN) L 1–4  | Завершила виступ        | Равал (NEP) W 4–3   | Галловей (USA) L 1–2  | 5          |

## Теніс
Чоловіки
| Спортсмен                      | Дисципліна       | 1/32 фіналу                  | 1/16 фіналу                        | 1/8 фіналу                       | Чвертьфінали                             | Півфінали          | Фінал / БМ         | Фінал / БМ      |
| Спортсмен                      | Дисципліна       | Суперник Результат           | Суперник Результат                 | Суперник Результат               | Суперник Результат                       | Суперник Результат | Суперник Результат | Місце           |
| ------------------------------ | ---------------- | ---------------------------- | ---------------------------------- | -------------------------------- | ---------------------------------------- | ------------------ | ------------------ | --------------- |
| Гаель Монфіс                   | одиночний розряд | Поспішил (CAN) W 6–1, 6–3    | Dutra Silva (BRA) W 6–2, 6–4       | Чилич (CRO) W 6–7(6–8), 6–3, 6–4 | Нішікорі (JPN) L 6–7(4–7), 6–4, 6–7(6–8) | Завершив виступ    | Завершив виступ    | Завершив виступ |
| Benoît Paire                   | одиночний розряд | Росол (CZE) W 3–6, 6–3, 6–4  | Фоніні (ITA) L 6–4, 4–6, 6–7(5–7)  | Завершив виступ                  | Завершив виступ                          | Завершив виступ    | Завершив виступ    | Завершив виступ |
| Gilles Simon                   | одиночний розряд | Чорич (CRO) W 6–4, 7–6(7–1)  | Sugita (JPN) W 7–6(7–3), 6–2       | Надаль (ESP) L 6–7(5–7), 3–6     | Завершив виступ                          | Завершив виступ    | Завершив виступ    | Завершив виступ |
| Жо-Вілфрід Тсонга              | одиночний розряд | Jaziri (TUN) W 4–6, 7–5, 6–3 | Müller (LUX) L 4–6, 3–6            | Завершив виступ                  | Завершив виступ                          | Завершив виступ    | Завершив виступ    | Завершив виступ |
| Гаель Монфіс Жо-Вілфрід Тсонга | парний розряд    | Н/Д                          | Baker / Рам (USA) L 1–6, 4–6       | Завершив виступ                  | Завершив виступ                          | Завершив виступ    | Завершив виступ    | Завершив виступ |
| П'єр-Юг Ербер Ніколя Маю       | парний розряд    | Н/Д                          | Cabal / Фара (COL) L 6–7(4–7), 3–6 | Завершив виступ                  | Завершив виступ                          | Завершив виступ    | Завершив виступ    | Завершив виступ |

Жінки
| Спортсменка                        | Дисципліна       | 1/32 фіналу                   | 1/16 фіналу                            | 1/8 фіналу          | Чвертьфінали        | Півфінали           | Фінал / БМ          | Фінал / БМ       |
| Спортсменка                        | Дисципліна       | Суперниця Результат           | Суперниця Результат                    | Суперниця Результат | Суперниця Результат | Суперниця Результат | Суперниця Результат | Місце            |
| ---------------------------------- | ---------------- | ----------------------------- | -------------------------------------- | ------------------- | ------------------- | ------------------- | ------------------- | ---------------- |
| Алізе Корне                        | одиночний розряд | Ларссон (SWE) W 6–1, 2–6, 6–3 | S Williams (USA) L 6–7(5–7), 2–6       | Завершила виступ    | Завершила виступ    | Завершила виступ    | Завершила виступ    | Завершила виступ |
| Каролін Гарсія                     | одиночний розряд | Перейра (BRA) W 6–1, 6–2      | Конта (GBR) L 2–6, 3–6                 | Завершила виступ    | Завершила виступ    | Завершила виступ    | Завершила виступ    | Завершила виступ |
| Крістіна Младенович                | одиночний розряд | Крунич (SRB) W 6–1, 6–4       | Кіз (USA) L 5–7, 7–6(7–4), 6–7(5–7)    | Завершила виступ    | Завершила виступ    | Завершила виступ    | Завершила виступ    | Завершила виступ |
| Каролін Гарсія Крістіна Младенович | парний розряд    | Н/Д                           | Місакі / Ходзумі (JPN) L 0–6, 6–0, 4–6 | Завершила виступ    | Завершила виступ    | Завершила виступ    | Завершила виступ    | Завершила виступ |

Змішаний
| Спортсмен                         | Дисципліна    | 1/8 фіналу                                | Чвертьфінали       | Півфінали          | Фінал / БМ         | Фінал / БМ      |
| Спортсмен                         | Дисципліна    | Суперник Результат                        | Суперник Результат | Суперник Результат | Суперник Результат | Місце           |
| --------------------------------- | ------------- | ----------------------------------------- | ------------------ | ------------------ | ------------------ | --------------- |
| Каролін Гарсія Ніколя Маю         | парний розряд | Перейра / Мело (BRA) L 6–7(4–7), 6–7(1–7) | Завершив виступ    | Завершив виступ    | Завершив виступ    | Завершив виступ |
| Крістіна Младенович П'єр-Юг Ербер | парний розряд | Вінчі / Фоніні (ITA) L 4–6, 6–3, [8–10]   | Завершив виступ    | Завершив виступ    | Завершив виступ    | Завершив виступ |

## Тріатлон
| Спортсмен        | Дисципліна | Плавання, 1,5 км | Перехід 1 | Велосипед, 40 км | Перехід 2 | Біг, 10 км | Загалом Time | Місце |
| ---------------- | ---------- | ---------------- | --------- | ---------------- | --------- | ---------- | ------------ | ----- |
| Доріан Коннінкс  | чоловіки   | 17:28            | 0:52      | 56:22            | 0:36      | 36:32      | 1:51:50      | 36    |
| П'єр Ле Корре    | чоловіки   | 17:28            | 0:48      | 57:02            | 0:35      | 32:43      | 1:48:36      | 25    |
| Венсан Луї       | чоловіки   | 17:26            | 0:48      | 55:04            | 0:33      | 32:21      | 1:46:12      | 7     |
| Кассандра Богран | жінки      | 19:16            | 0:52      | 1:04:35          | 0:46      | 36:49      | 2:02:18      | 30    |
| Одрі Мерле       | жінки      | 19:19            | 0:53      | 1:04:31          | 0:39      | 37:31      | 2:02:53      | 35    |

## Волейбол

### У приміщенні

#### Чоловічий турнір
Склад команди
Шаблон:Склад чоловічої збірної Франції з волейболу на літніх Олімпійських іграх 2016
Груповий етап
Шаблон:Підсумкова таблиця в групі A чоловічого турніру з волейболу на літніх Олімпійських іграх 2016
Шаблон:Чоловічий турнір з волейболу на літніх Олімпійських іграх 2016, гра A1
Шаблон:Чоловічий турнір з волейболу на літніх Олімпійських іграх 2016, гра A4
Шаблон:Чоловічий турнір з волейболу на літніх Олімпійських іграх 2016, гра A7
Шаблон:Чоловічий турнір з волейболу на літніх Олімпійських іграх 2016, гра A10
Шаблон:Чоловічий турнір з волейболу на літніх Олімпійських іграх 2016, гра A15

## Водне поло
Підсумок
Легенда:
- FT – Після основного часу.
- P – Долю матчу вирішила серія післяматчевих пенальті.

| Команда      | Дисципліна       | Груповий етап      | Груповий етап      | Груповий етап      | Груповий етап      | Груповий етап      | Груповий етап | Чвертьфінал        | Півфінал           | Фінал / БМ         | Фінал / БМ |
| Команда      | Дисципліна       | Суперник Результат | Суперник Результат | Суперник Результат | Суперник Результат | Суперник Результат | Місце         | Суперник Результат | Суперник Результат | Суперник Результат | Місце      |
| ------------ | ---------------- | ------------------ | ------------------ | ------------------ | ------------------ | ------------------ | ------------- | ------------------ | ------------------ | ------------------ | ---------- |
| France men's | чоловічий турнір | Чорногорія L 4–7   | Італія L 8–11      | США L 3–6          | Іспанія L 4–10     | Хорватія W 9–8     | 6             | Завершив виступ    | Завершив виступ    | Завершив виступ    | 11         |

### Чоловічий турнір
Склад команди
Шаблон:Склад чоловічої збірної Франції з водного поло на літніх Олімпійських іграх 2016
Груповий етап
Шаблон:Підсумкова таблиця в групі B чоловічого турніру з водного поло на літніх Олімпійських іграх 2016
Шаблон:Чоловічий турнір з водного поло на літніх Олімпійських іграх 2016, гра B2
Шаблон:Чоловічий турнір з водного поло на літніх Олімпійських іграх 2016, гра B5
Шаблон:Чоловічий турнір з водного поло на літніх Олімпійських іграх 2016, гра B9
Шаблон:Чоловічий турнір з водного поло на літніх Олімпійських іграх 2016, гра B12
Шаблон:Чоловічий турнір з водного поло на літніх Олімпійських іграх 2016, гра B13

## Важка атлетика
| Спортсмен              | Категорія           | Ривок     | Ривок | Поштовх   | Поштовх | Загалом | Місце |
| Спортсмен              | Категорія           | Результат | Місце | Результат | Місце   | Загалом | Місце |
| ---------------------- | ------------------- | --------- | ----- | --------- | ------- | ------- | ----- |
| Bernardin Kingue Matam | до 69 кг (чоловіки) | 140       | =12   | 180       | 6       | 320     | 7     |
| Джованні Барді         | до 85 кг (чоловіки) | 165       | 8     | 192       | 12      | 357     | 9     |
| Бенжамен Еннекен       | до 85 кг (чоловіки) | 155       | 11    | 195       | 11      | 350     | 10    |
| Кевін Булі             | до 94 кг (чоловіки) | 155       | 13    | 190       | 12      | 345     | 12    |
| Гаель Найо-Кетчанке    | до 75 кг (жінки)    | 102       | 8     | 135       | 5       | 237     | 8     |

## Боротьба
Легенда:
- VT – Перемога на туше.
- VF – Victory by forfeit
- PP – Перемога за очками – з технічними очками в того, хто програв.
- PO – Перемога за очками – без технічних очок в того, хто програв.
- ST – Перемога за явної переваги – різниця в очках становить принаймні 8 (греко-римська боротьба) або 10 (вільна боротьба) очок, без технічних очок у того, хто програв.

Чоловіки
| Спортсмен        | Категорія | Кваліфікація         | 1/8 фіналу              | Чвертьфінал        | Півфінал           | Втішний поєдинок 1 | Втішний поєдинок 2 | Фінал / БМ         | Фінал / БМ |
| Спортсмен        | Категорія | Суперник Результат   | Суперник Результат      | Суперник Результат | Суперник Результат | Суперник Результат | Суперник Результат | Суперник Результат | Місце      |
| ---------------- | --------- | -------------------- | ----------------------- | ------------------ | ------------------ | ------------------ | ------------------ | ------------------ | ---------- |
| Зелімхан Хаджієв | до 74 кг  | Yadav (IND) W 5–0 VF | Такатані (JPN) L 1–3 PP | Завершив виступ    | Завершив виступ    | Завершив виступ    | Завершив виступ    | Завершив виступ    | 8          |

Жінки
| Спортсменка   | Категорія | Кваліфікація        | 1/8 фіналу              | Чвертьфінал         | Півфінал            | Втішний поєдинок 1  | Втішний поєдинок 2  | Фінал / БМ          | Фінал / БМ |
| Спортсменка   | Категорія | Суперниця Результат | Суперниця Результат     | Суперниця Результат | Суперниця Результат | Суперниця Результат | Суперниця Результат | Суперниця Результат | Місце      |
| ------------- | --------- | ------------------- | ----------------------- | ------------------- | ------------------- | ------------------- | ------------------- | ------------------- | ---------- |
| Синтія Вескан | до 75 кг  | Bye                 | Марзалюк (BLR) L 0–5 VT | Завершила виступ    | Завершила виступ    | Завершила виступ    | Завершила виступ    | Завершила виступ    | 16         |